# Liberté sexuelle et anarchisme

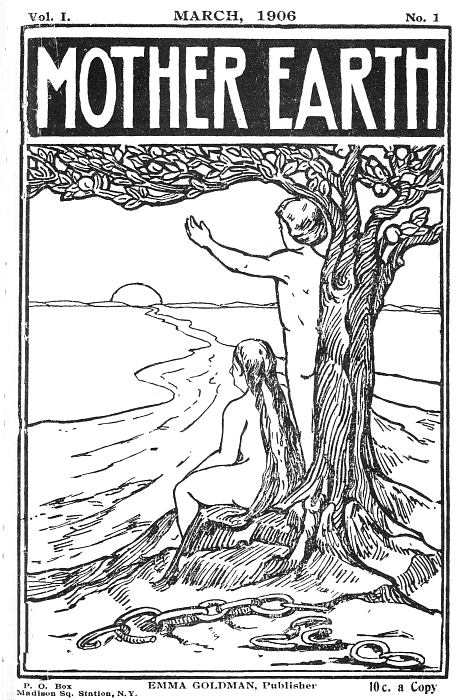
Le premier numéro de Mother Earth édité par Emma Goldman en mars 1906.

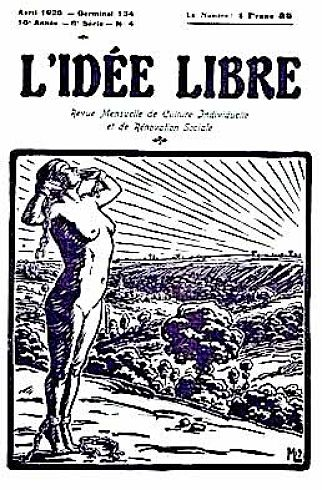
L’Idée libre, avril 1926.

Dès ses origines, l'anarchisme a joué un rôle important dans la promotion de l'amour libre.
À la fin du XIXe siècle et du début du XXe siècle, au sein du mouvement libertaire se développe un courant important en faveur de l'union libre, avec l'émergence de l'éducation sexuelle, l'affirmation de l'anarcha-féminisme et des mouvements en faveur des droits des lesbiennes, gays et bisexuels.

## Les origines

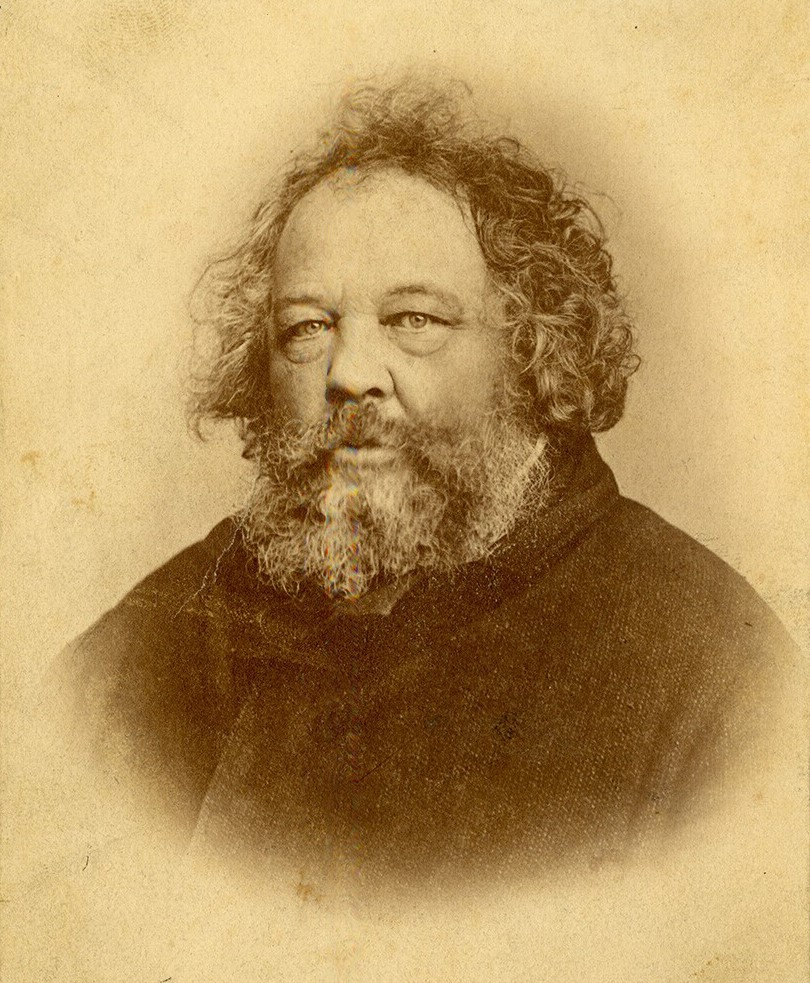
Bakounine.

La plupart des penseurs anarchistes majeurs de sexe masculin, à l'exception de Pierre-Joseph Proudhon, défendent vigoureusement l'égalité des sexes.
Pour Mikhaïl Bakounine (1814-1876) dans Dieu et l'État (1882) : « Je ne suis vraiment libre que lorsque tous les êtres humains qui m’entourent, hommes et femmes, sont également libres ». Ainsi, il s'élève contre le patriarcat et la façon qu'a la loi de « soumettre les femmes à la domination absolue de l'homme ». Il défend l'idée selon laquelle « les hommes et les femmes partagent des droits égaux » afin que les femmes puissent « devenir indépendantes et être libres de déterminer leur propre vie ». Bakounine prévoit « une liberté sexuelle totale pour les femmes » et la fin de la « famille juridique autoritaire »,.
Pierre-Joseph Proudhon (1809-1865) pour sa part conçoit la famille comme l'unité de base de la société et de sa moralité, et il pense que les femmes ont la responsabilité de remplir un rôle traditionnel au sein de la famille (voir Proudhon et les femmes).

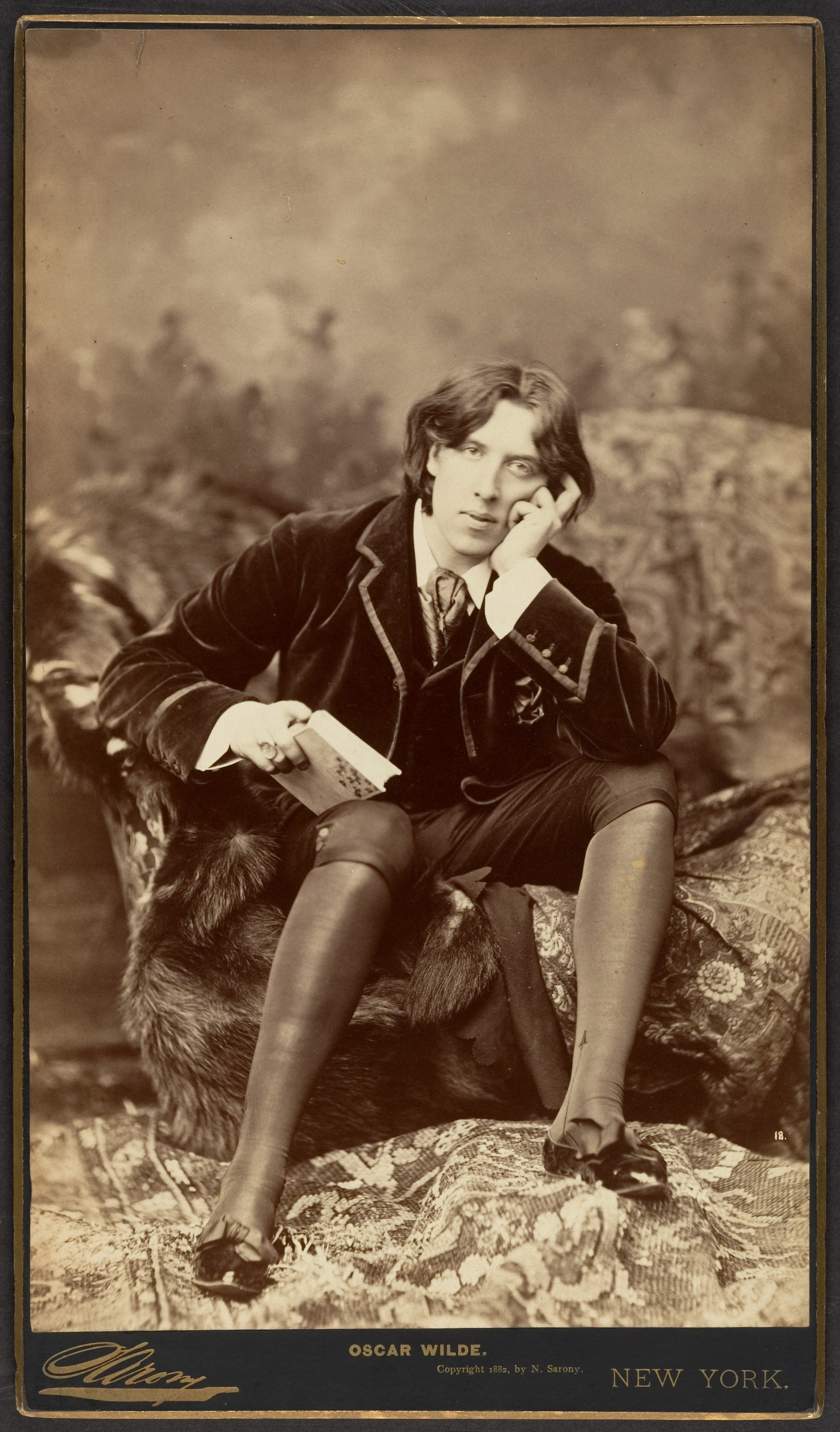
Oscar Wilde.

Dans The soul of man under socialism (L'Âme de l'homme sous le socialisme, 1891), Oscar Wilde (1854-1900) défend passionnément une société égalitaire dans laquelle la richesse serait partagée entre tous, tout en mettant en garde contre les dangers d'un socialisme autoritaire qui détruirait toute individualité. Il précise plus tard « Je pense que je suis un peu plus qu'un socialiste. J'ai quelque chose d'un anarchiste, je pense ». Le libertarisme de gauche de Wilde est partagé par d'autres qui font campagne en faveur de l'émancipation homosexuelle à la fin du XIXe siècle, comme John Henry Mackay et Edward Carpenter. En août 1894, Wilde écrit à son amant Lord Alfred Douglas pour relater une « aventure dangereuse ». Alors qu'il était parti naviguer avec « deux garçons charmants », Stephen et Alphonso, ils sont surpris par une tempête. « Il nous fallut cinq heures dans les bourrasques pour revenir. Et nous n'accostâmes qu'après onze heures du soir, dans l'obscurité totale et avec une mer déchaînée.. Tous les pêcheurs nous attendaient ». Fatigués, frigorifiés et trempés jusqu'aux os, les trois hommes se ruent à l'hôtel pour se procurer « de l'eau et du brandy chaud ». Mais ils font alors face à un problème. La loi l'interdit. « Comme il était plus de dix heures du soir un dimanche, le propriétaire ne pouvait plus nous vendre ni brandy ni aucune sorte d'alcool ! Donc, il dut nous le donner. Le résultat ne fut pas déplaisant, mais quelles lois ! ». Wilde termine l'histoire en précisant que « Alphonso et Stephen sont désormais des anarchistes, cela va sans dire ».

### Louise Michel

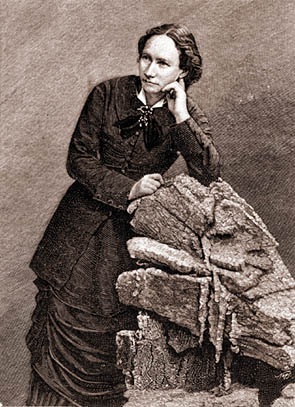
Louise Michel à Nouméa.

Fille naturelle, à la paternité incertaine, d'une domestique et d'un membre de la petite noblesse, on sait peu de chose sur la vie privée de Louise Michel (1830-1905), surnommée par Verlaine (ou par Clovis Hugues), la « Vierge Rouge ». Sa proximité avec Victor Hugo, son amour (platonique ?) avec Théophile Ferré, ses compagnonnages féminins avec Paule Minck et Nathalie Lemel, sa longue relation avec Charlotte Vauzelle, qu'elle nomme sa « compagne depuis 15 ans » à la fin de sa vie. À son enterrement, c’est Séverine, libertaire et féministe qui prononce l’éloge funèbre. « Dans notre langage d'aujourd'hui, nous imaginerions facilement une relation lesbienne mais Louise Michel était souvent critiquée pour son comportement, plutôt qualifié de puritain ».

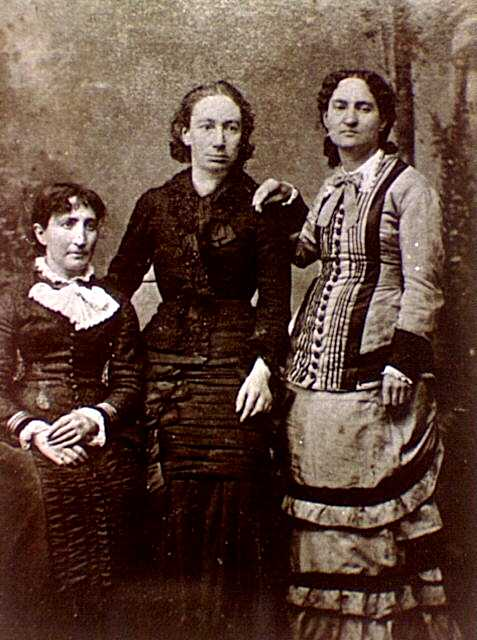
Marie Ferré, Louise Michel et Paule Mink.

Ses positions sur les relations hommes/femmes sont connues : « Si l'égalité entre les deux sexes était reconnue, ce serait une fameuse brèche dans la bêtise humaine. En attendant, la femme est toujours, comme le disait le vieux Molière, le potage de l'homme. Le sexe fort descend jusqu'à flatter l'autre en le qualifiant de beau sexe. Il y a fichtre longtemps que nous avons fait justice de cette force-là, et nous sommes pas mal de révoltées. […] ne comprenant pas qu'on s'occupe davantage des sexes que de la couleur de la peau. […] Jamais je n'ai compris qu'il y eût un sexe pour lequel on cherchât à atrophier l'intelligence ».
Sur la prostitution, ses propos sont sans ambiguïtés : « Il y a entre les propriétaires des maisons de prostitution échange de femmes, comme il y a échange de chevaux ou de bœufs entre agriculteurs ; ce sont des troupeaux, le bétail humain est celui qui rapporte le plus. […] Si les grands négociants des marchés de femmes qui parcourent l’Europe pour leur négoce, étaient chacun au bout d’une corde, ce n’est pas moi qui irais la couper. […] Est-ce qu'il n'y a pas des marchés où l'on vend, dans la rue, aux étalages des trottoirs, les belles filles du peuple, tandis que les filles des riches sont vendues pour leur dot ? L'une, la prend qui veut ; l'autre, on la donne à qui on veut. La prostitution est la même […] Esclave est le prolétaire, esclave entre tous est la femme du prolétaire »,.

### Voltairine de Cleyre

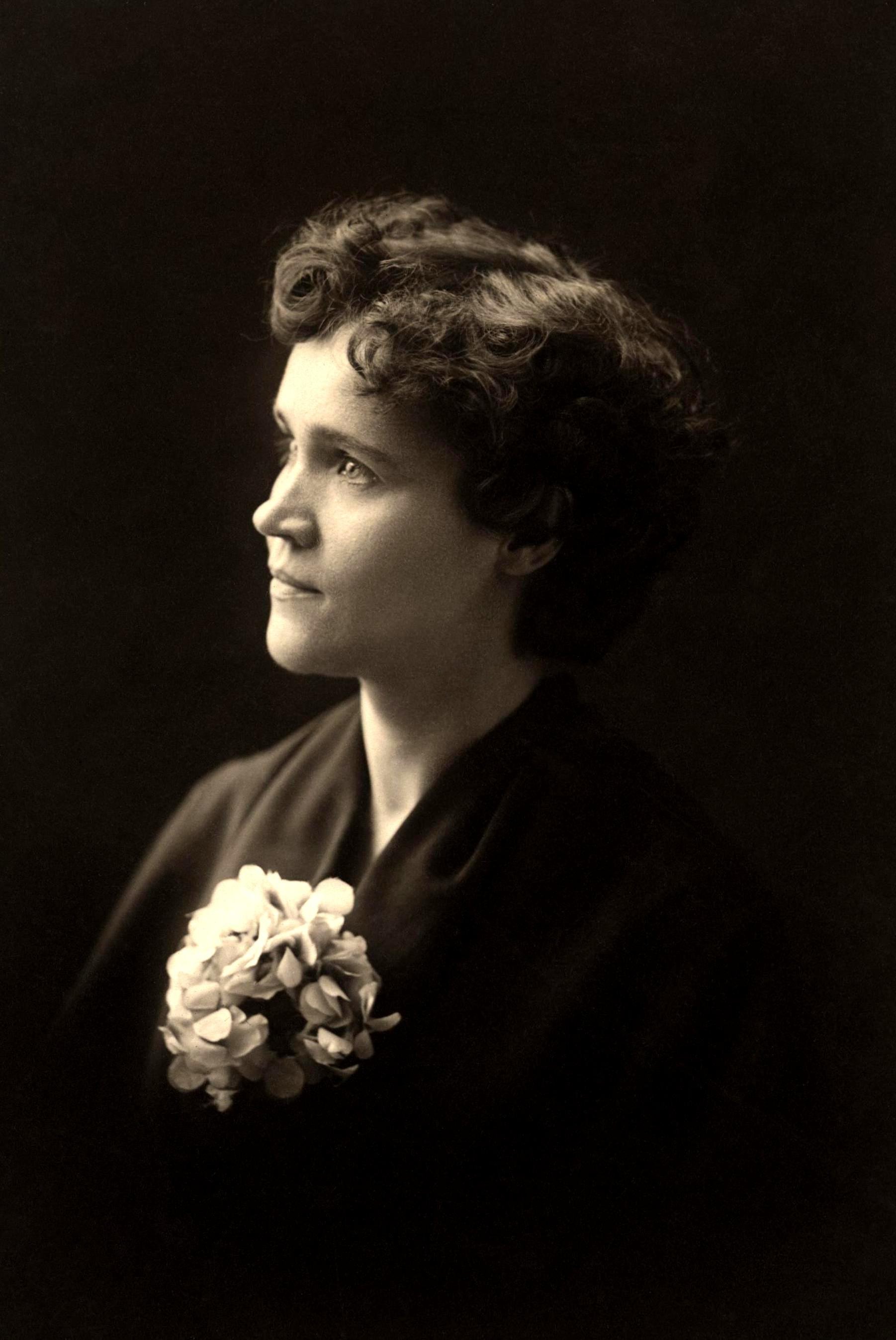
Voltairine de Cleyre en 1901.

Voltairine de Cleyre (1866-1912), dans son essai de 1890 Sex Slavery (l’Esclavage sexuel), condamne les idéaux de beauté qui encouragent des femmes à se déformer le corps et les pratiques éducatives qui forment de façon artificielle les enfants selon qu’ils appartiennent à un sexe ou un autre. Le titre de l’essai réfère non pas à la prostitution, bien que ce sujet soit également mentionné, mais plutôt aux lois du mariage permettant aux hommes de violer leurs épouses sans conséquences. De telles lois font de « chaque femme mariée ce qu’elle est, une esclave qui prend le nom de son maître, le pain de son maître, les ordres de son maître et sert ses passions ».
Pour elle, le mariage n’est que l’autre nom de l’esclavage sexuel. Un rapport sexuel non consenti, même entre un mari et son épouse, n’est autre qu’un viol. Les femmes doivent acquérir la pleine possession de leur propre corps. Dans Les barrières de la liberté, conférence qu’elle prononce le 15 mars 1891, elle affirme que le mariage est la caution légale de l’assujettissement des femmes. Une société libre ne peut advenir sans une responsabilisation et une rébellion des femmes.
En 1907, lors de la conférence Le Mariage est une mauvaise action, véritable plaidoyer en faveur de l'amour libre, elle affirme que seule la distance ménagée permet l'épanouissement des relations amoureuses. Le contrat de mariage imposant une promiscuité des âmes et des corps va à l'encontre de l'amour.
En 1895, dans une conférence aux femmes de la Ligue libérale, elle déclare : « [la question sexuelle] est plus importante pour nous que n’importe quelle autre, à cause de l’interdit qui pèse sur nous, de ses conséquences immédiates sur notre vie quotidienne, du mystère incroyable de la sexualité et des terribles conséquences de notre ignorance à ce sujet » Toute sa vie, elle combat le système de la domination masculine. Selon l'historien Paul Avrich, « une grande part de sa révolte provenait de ses expériences personnelles, de la façon dont la traitèrent la plupart des hommes qui partagèrent sa vie […] et qui la traitèrent comme un objet sexuel, une reproductrice ou une domestique ».

### Virginia Bolten etLa Voz de la Mujer

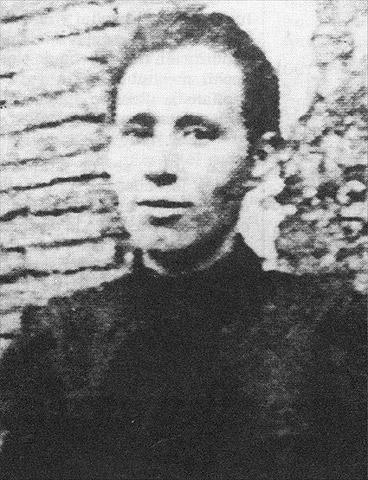
Virginia Bolten.

En 1896 et 1897, parait en Argentine, La Voz de la Mujer (La Voix de la Femme), première publication anarcha-féministe au monde. En épigraphe : « Ni dios, ni patron, ni marido » (soit « Ni dieu, ni patron, ni mari »). La figure de proue en est Virginia Bolten, féministe révolutionnaire et communiste libertaire. Ce n’est pas le premier journal féminin en Amérique latine, mais c'est le premier journal féministe et révolutionnaire au sein de la classe ouvrière.
Le journal appelle les femmes à se rebeller contre l'oppression masculine mais sans abandonner la lutte prolétarienne. Il critique toute forme d'autorité, ecclésiastique, patronale, étatique et familiale. Les rédactrices dénoncent leur rôle d’objet sexuel et disent à quel type de relations elles aspirent, sous le regard moqueur des mâles de leur classe et la réprobation de la société bourgeoise. La Voz de la Mujer suscite des tensions au sein du mouvement libertaire car beaucoup de ses militants considèrent certaines de ses positions comme des attaques contre le sexe masculin, ce qui amène la rédaction à clarifier sa position. L'institution du mariage est l'une des cibles principales du journal qui considère les femmes comme le maillon le plus opprimé de la chaîne de l'exploitation. Il défend l'idée de l'amour libre du point de vue de l'autonomie personnelle, sans préconiser la promiscuité.

## Amour libre et anarchisme

### Aux États-Unis

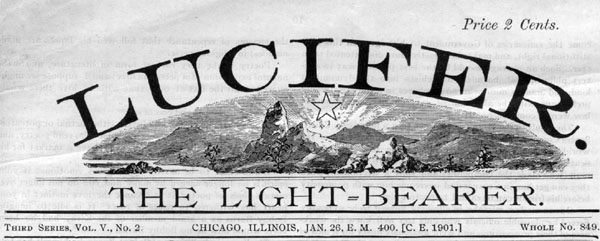
Lucifer, The Light-Bearer, 1883-1907.

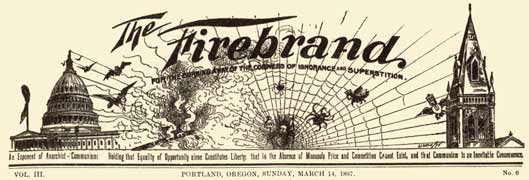
The Firebrand, 1895-1897.

Le mouvement en faveur de l'amour libre fut un courant majeur de l'anarchisme individualiste aux États-Unis. Josiah Warren et les communautés expérimentales en sont les précurseurs. Ils voient la liberté sexuelle comme une expression claire et directe de l'autodétermination des individus. L'engagement en faveur de l'amour libre se conjugue avec la lutte pour les droits des femmes dans la mesure où ce sont elles qui sont les premières victimes des discriminations inscrites dans les lois, comme celles sur le mariage ou sur l'interdiction des moyens de contraception.

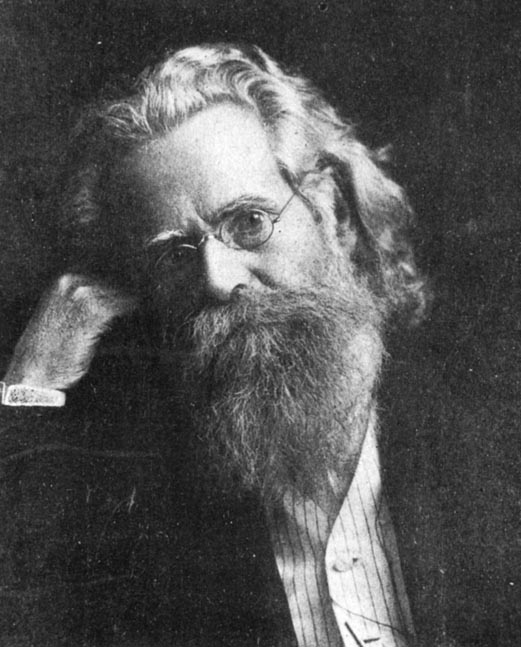
Moses Harman.

Parmi les journaux qui défendent l'amour libre, le plus important est Lucifer, The Light-Bearer (Lucifer, Le Porteur de Lumière 1883-1907), édité par Moses Harman, sa fille Lillian Harman (en), et Lois Waisbrooker (en). Selon Jesse F. Battan de la California State University : « Moses Harman, rédacteur du journal Lucifer prônant l’amour libre, le Light-Bearer affirma en 1897, que toute forme de conflit social et d’exploitation économique, de l’étalon-or aux salaires immérités et intérêts volés par les « classes dirigeantes » au travail des masses, était simplement une continuité de la « séquence logique » établie par une « vieille conspiration profondément installée contre la liberté et la justice, connue sous le nom d’institution du mariage ». Redéfinissant les enjeux associés à la question de la femme et en ajoutant la « question sexuelle » à cette cuisine, ils rejetèrent la monogamie patriarcale et la famille nucléaire et appelaient de fait à une autonomie sexuelle pour les femmes, le contrôle des naissances et la réforme eugéniste ».

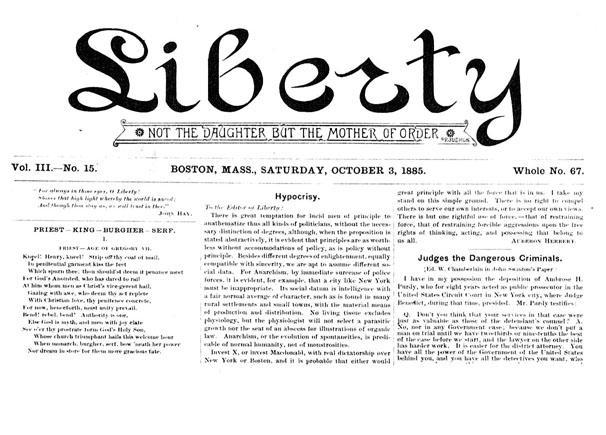
Liberty, 1881-1908.

En 1872, Ezra Heywood et Angela Heywood (en) publient The Word (1872-1890 et 1892-1893). Le journal était sous-titré A Montly journal of Reform et il contenait des contributions de Josiah Warren et Benjamin Tucker. Mais il eut aussi, Marx E. Lazarus, figure importante de l'anarchiste individualiste, défenseur de l'amour libre, qui collabore à Liberty.

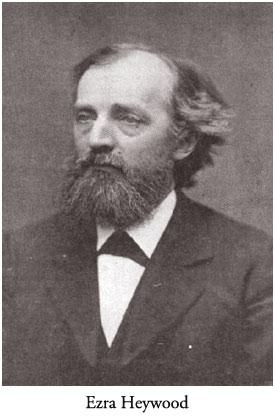

En 1873, Ezra Heywood crée la New England Free Love League (« Ligue de la Nouvelle-Angleterre pour l'amour libre »), afin de préparer une tournée de conférences de Victoria Woodhull. Il crée aussi un « Bureau de l'amour libre » (Free love bureau) destiné à faciliter les rencontres par correspondance à l'intention des personnes en recherche d'un conjoint. Ces actions, ainsi que la promotion qu'il fait avec son épouse des méthodes de planification des naissances, et les discussions qu'il tient sur les aspects médicaux, psychologiques et moraux de la vie sexuelle lui valent de nombreux ennuis judiciaires, dont une condamnation de deux ans aux travaux forcés en 1878. Cette condamnation en vertu des lois du Comstock Act suscite une manifestation de protestation de 6 000 personnes et une pétition signée par 70 000 personnes demande l'abrogation de la loi, permettant de poursuivre pour obscénité les publications les plus diverses.

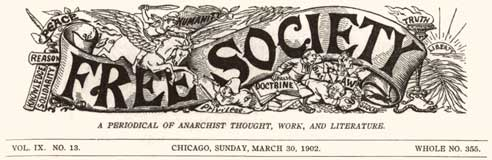
Free Society, 1897-1904.

Autre journal libertaire majeur aux États-Unis de la fin du XIXe siècle, début du XXe siècle : Free Society (1895-1897 sous le titre The Firebrand (Le Brandon) et 1897-1904 sous Free Society) défend farouchement l'amour libre et les droits des femmes, et critique le Comstock Act, la loi qui censure de l'information sexuelle. En 1897, afin de provoquer délibérément les défenseurs du Comstock Act, dans un acte de désobéissance civile, The Firebrand publie « A Woman Waits for Me » (« Une femme m’attend »), un poème de Walt Whitman. Tous les rédacteurs et éditeurs du journal sont arrêtés et accusés d'avoir publié des écrits « obscènes » pour le poème de Whitman et une lettre intitulée « It Depends on the Women » signée AEK. La lettre de AEK présentait différentes situations hypothétiques dans lesquelles des femmes refusaient de consentir à des relations sexuelles avec leurs maris ou leurs amants, et défendait la position selon laquelle la véritable libération nécessite une éducation des deux sexes et celle des femmes en particulier.

### Critique des rôles sexuels conventionnels

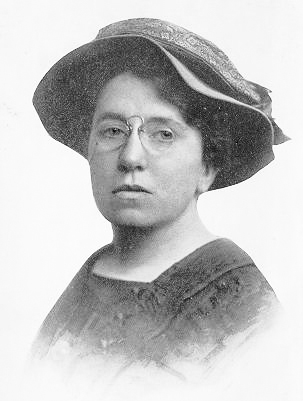
Emma Goldman.

À New York, dans le Greenwich Village, des féministes et des socialistes « bohèmes » défendent l'autoréalisation et le plaisir, ici et maintenant, pour les femmes (ainsi que les hommes), tout en militant contre la Première Guerre mondiale et dans d'autres mouvements libertaires et socialistes. Ils encouragent le fait de jouer avec les rôles sexuels conventionnels et la sexualité. Edna St. Vincent Millay, ouvertement et radicalement bisexuelle, ainsi que la lesbienne anarchiste Margaret Anderson, n'y sont pas étrangères. Les habitants du Village sont inspirés par les travailleuses immigrées (souvent anarchistes) des années 1905-1915 et de New Life Socialism d'Edward Carpenter, Havelock Ellis et Olive Schreiner. Quant à Emma Goldman, entre autres, elle fréquente des groupes de discussion organisés sur le sujet. Magnus Hirschfeld écrit, en 1923, que Goldman « milita résolument et énergiquement pour les droits individuels, en particulier pour ceux qui en étaient privés. Il s'avéra donc qu'elle fut la première et seule femme, c'est-à-dire la première américaine, à prendre la défense de l'amour homosexuel devant le grand public ». En fait, avant Emma Goldman, l'anarchiste hétérosexuel Robert Reitzel (de) (1849-1898) a déjà abordé l'homosexualité en termes élogieux dès le début des années 1890 dans son journal en langue allemande Der arme Teufel (en) (Le pauvre Diable).
Par ailleurs, Emma Goldman formule une critique radicale des relations hommes-femmes (voir Philosophie politique de Emma Goldman). Elle met en évidence la persistance de « l'instinct de propriété du mâle », même parmi les révolutionnaires : « dans son égocentrisme, l'homme ne supportait pas qu'il y eut d'autres divinités que lui », une analyse qu'elle développe dans La Tragédie de l'émancipation féminine publié dans Mother Earth en mars 1906.
Elle s'oppose aux conceptions traditionnelles de la famille, de l'éducation et des rapports de genre. Elle s'attaque à l'institution du mariage dont elle dit que « c'est premièrement un arrangement économique… [la femme] le paie avec son nom, sa vie privée, son estime de soi, toute sa vie ».
Toujours à Greenwich Village, la féministe Eva Kotchever, proche de Mother Earth et d'Emma Goldman, fonde le Eve's Hangout, établissement mû par les mêmes valeurs, mais fermé après un raid policier en 1926.

### Unions libres
« L'opinion est désormais fixée et l'importance capitale de la liberté complète, absolue de la femme en face du masculin est reconnue chez tous les anarchistes […] Je puis dire qu'à mon avis la révolution est accomplie, le mariage officiel a virtuellement vécu. Il ne reste qu'à déblayer la voie. » — Élisée Reclus, 5 janvier 1904
En Europe et en Amérique du Nord, le mouvement en faveur de l'amour libre combine des idées issues du socialisme utopique avec l'anarchisme et le féminisme, de façon à attaquer la morale sexuelle hypocrite de l'ère victorienne ainsi que les institutions du mariage et de la famille, qui sont vues comme des moyens d'asservir les femmes. Les défenseurs de l'amour libre promeuvent des unions sexuelles volontaires sans intervention de l'État, et affirment le droit au plaisir sexuel pour les femmes aussi bien que pour les hommes. Ils soutiennent parfois explicitement les droits des homosexuels et des prostituées.
Ces pratiques s'exportent en Europe où, par exemple en octobre 1882, le géographe libertaire Élisée Reclus prononce une allocution à l'occasion de l'union libre de ses deux filles, « sans permettre à la loi religieuse et civile de s'en occuper », « dans des conditions de vérité où les fiancés n'eurent point à faire de cérémonies civile ou religieuse en l'honneur d'une loi qui leur paraît injuste ou d'un culte qu'ils ne pratiquent point ».

### Opposition marxiste
Pendant quelques dizaines d'années, l'adhésion à l'amour libre est largement répandue chez les anarchistes américains et européens, mais ces conceptions se heurtent alors aux figures dominantes de la gauche : les marxistes et les sociaux-démocrates. La féministe radicale et socialiste Victoria Woodhull fut ainsi exclue en 1871 de l'International Workingmen's Association en raison de son engagement en faveur de l'amour libre et des mouvements associés. En effet, avec le soutien de Karl Marx, la branche américaine de l'organisation est « purgée » de ses éléments pacifistes, antiracistes et féministes, sous prétexte qu'ils insistent trop sur des problèmes étrangers à la lutte des classes, et sont donc considérés comme incompatibles avec le « socialisme scientifique » de Marx et Engels.

### En Europe

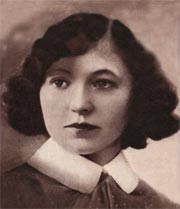
Rirette Maîtrejean.

Dès la fin du XIXe siècle, les cercles individualistes anarchistes français et espagnols ont un grand sens de l'expérimentation sociale et des rapports individuels, notamment au sein des colonies libertaires. L'idée d'amour libre a une forte influence sur les cercles individualistes puis s'étend au reste du mouvement libertaire.
« Dans ce sens, les positions théoriques et les expériences vitales de l'individualisme français sont profondément iconoclastes et scandaleuses, même au sein des cercles libertaires. L'appel pour le naturisme, la défense intense de méthodes contraceptives, l'idée de l'union des égoïstes avec les pratiques sexuelles comme unique justification (camaraderie amoureuse), qui tentent d'être mises en pratique, non sans difficultés, établiront un mode de pensée et d'action et déboucheront sur la sympathie des uns et le rejet profond des autres ».

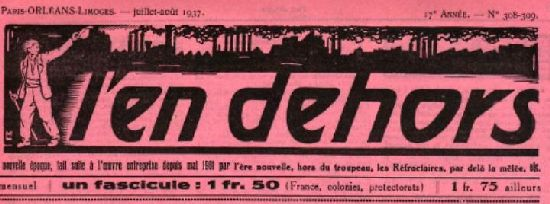
L'En-dehors

Parmi les périodiques impliqués dans ce mouvement, on trouve L'En-dehors et L’Idée libre en France et Iniciales (es) et La Revista Blanca en Espagne.
Pour la sociologue Anne Steiner, « Dans les premières années du vingtième siècle, des femmes luttent pour le droit à une sexualité libre, diffusent des conseils et des méthodes pour la limitation volontaire des naissances, réfléchissent à de nouvelles méthodes d’éducation, refusent le mariage et la monogamie, expérimentent la vie en communauté. Militantes anarchistes individualistes, elles ne croient pas que la révolution ou la grève insurrectionnelle puisse être victorieuse dans un avenir proche et refusent la position de génération sacrifiée. Pour elles, l’émancipation individuelle est un préalable à l’émancipation collective et la lutte contre les préjugés est une urgence. C’est pourquoi, elles questionnent toutes les normes, toutes les coutumes, toutes les habitudes, soucieuses de n’obéir qu’à la seule raison ». Elle cite en exemples : Rirette Maîtrejean, Anna Mahé, Émilie Lamotte et Jeanne Morand.
En 1881 est fondée aux Pays-Bas la Nieuw-Malthusiaanse Bond (nl) (Ligue néomalthusienne) animée par le médecin Jan Rutgers (nl) aux sympathies anarchistes affirmées.

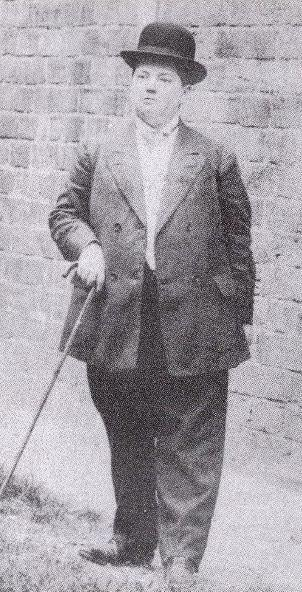
« Un chapeau melon, un costume d'homme et une canne, qui lui donnent un faux air d'Oliver Hardy. » (Hélène Soumet).

### Madeleine Pelletier
Madeleine Pelletier (1874-1939) est, en 1906, la première femme médecin diplômée en psychiatrie en France. Après avoir fréquenté des groupes anarchistes dans sa jeunesse, elle devient communiste, puis déçue, retrouve les milieux libertaires et participe, notamment, à l'Encyclopédie anarchiste.
Féministes radicale, elle est initiée, en 1904, en franc-maçonnerie,. Pour elle, il s’agit d’une école d’initiation politique où, encadrées par des intellectuels et des libres penseurs, les femmes pourraient faire leur éducation idéologique. Elle organise une campagne dans les milieux maçonniques en vue d’ouvrir aux femmes les loges. Ce prosélytisme rencontre de très vives oppositions car les femmes sont suspectées d’attachement à la religion et à la réaction. De même, son activisme en faveur de la liberté des femmes en matière d'avortement et de contraception suscite des désaccords avec sa loge.
En septembre 1904, elle convainc Louise Michel d'adhérer à sa loge maçonnique et dans son élan, elle organise une conférence avec cette dernière dont le thème est l'admission des femmes. En 1914, elle publie L'Éducation féministe des filles.
En 1939, dans un climat de chasse aux faiseuses d'anges, elle est arrêtée pour avoir participé à l'avortement d'une fille de 13 ans violée par son frère. Elle clame son innocence. Compte tenu de son état de santé (paralysie), le tribunal admet qu’elle n’a pas pu pratiquer cet avortement. Cependant elle est jugée comme « un danger pour elle-même, pour autrui et pour l’ordre public » et condamnée à être internée d'office d'abord à Sainte-Anne puis à Épinay-sur-Orge,. Le 29 décembre, elle meurt d'un accident vasculaire cérébral.

### E. Armand

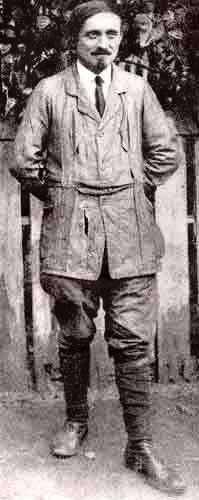
E. Armand

Parmi les anarchistes individualistes européens, E. Armand (1872-1962, Ernest-Lucien Juin dit) est sans conteste le plus actif partisan de l'amour libre.
Armand défend le naturisme et le polyamour et invente la notion de « camaraderie amoureuse »,.
Il écrit de nombreux articles sur le sujet, comme De la liberté sexuelle en 1907, où il défend non seulement l'idée d'amour libre, mais aussi celle de partenaires multiples, qu'il appelle « pluralité amoureuse », : « Par liberté de l’amour, amour libre, amour en liberté, liberté sexuelle, j’entends l’entière possibilité pour une ou un camarade, d’en aimer un, une, plusieurs autres simultanément (synchroniquement), selon que l’y pousse ou l’y incite son déterminisme particulier ». Ces propos ne sont alors pas très éloignés de ceux des partisans de l'amour libre. Ce n’est qu’après avoir fondé L'En-dehors en 1922 qu’il va progressivement développer une conception de la sexualité libertaire de plus en plus originale, le « sexualisme révolutionnaire ».
Pour lui, il n'y a rien de répréhensible à faire l'amour, même si l'un des partenaires n'a pas de sentiments très marqués pour l'autre : « [La] thèse de la camaraderie amoureuse, comporte un libre contrat d'association (résiliable selon préavis ou non, après entente préalable) conclu entre des individualistes anarchistes de sexe différent, possédant les notions d'hygiène sexuelle nécessaires, dont le but est d'assurer les co-contractants contre certains aléas de l'expérience amoureuse, entre autres : le refus, la rupture, la jalousie, l'exclusivisme, le propriétarisme, l'unicité, la coquetterie, le caprice, l'indifférence, le flirt, le tant pis pour toi, le recours à la prostitution ».
Armand publie Le Combat contre la jalousie et le sexualisme révolutionnaire (1926), suivi de Ce que nous entendons par liberté de l'amour (1928), La Camaraderie amoureuse ou « chiennerie sexuelle » (1930), et finalement, La Révolution sexuelle et la camaraderie amoureuse (1934), un livre de presque 350 pages reprenant la plupart de ses écrits sur la sexualité.
Dans un texte de 1937, il mentionne clairement parmi les objectifs des individualistes libertaires, la constitution d'associations volontaires aux fins purement sexuelles pouvant regrouper selon les tempéraments des hétérosexuels, des homosexuels, des bisexuels ou des « unions mixtes ». Il prend également position en faveur du droit des individus à changer de sexe, et proclame hautement sa volonté de réhabiliter les plaisirs défendus, les caresses non-conformistes (lui-même aurait eu des préférences pour le voyeurisme) ainsi que la sodomie. Cela le conduit à accorder de plus en plus de place à ce qu'il appelle les « non-conformistes sexuels », en excluant toutefois la violence physique. Pour Armand, la « recherche voluptueuse » dans le domaine des relations sexuelles ne peut être considérée comme légitime qu'à condition que les résultats de ces pratiques ne privent pas celui qui les prodigue – comme celui qui les reçoit – de son « auto-contrôle » ou n'entament « sa personnalité ».
Son militantisme implique aussi de traduire des textes d'auteurs comme Alexandra Kollontaï et Wilhelm Reich, comme de s'investir dans des associations en faveur de l'amour libre qui mettent en pratique la « camaraderie amoureuse » grâce à des expériences sexuelles réelles.
Armand finit par acquérir dans les cercles libertaires une telle renommée sur ce sujet que la jeune militante argentine América Scarfó (it) lui envoie une lettre pour lui demander conseil sur sa relation avec Severino Di Giovanni (qui est déjà marié au début de leur relation). La lettre est publiée dans L'En-dehors du 20 janvier 1929 sous le titre Une expérience, avec la réponse d'Armand : « Camarade, mon opinion n'a que peu d'importance dans cette question que vous m'envoyez sur ce que vous faites. Êtes-vous ou n'êtes-vous pas intimement en accord avec votre conception personnelle d'une vie d'anarchiste ? Si oui, alors ne faites pas attention aux commentaires et insultes des autres et poursuivez sur votre propre voie. Personne n'a le droit de juger votre conduite, même s'il s'avérait que la femme de votre ami ne voie pas ces relations d'un bon œil. Toute femme unie à un anarchiste (ou vice versa), sait très bien qu'elle ne doit pas exercer sur lui, ni attendre de lui, une quelconque domination ».

### Errico Malatesta

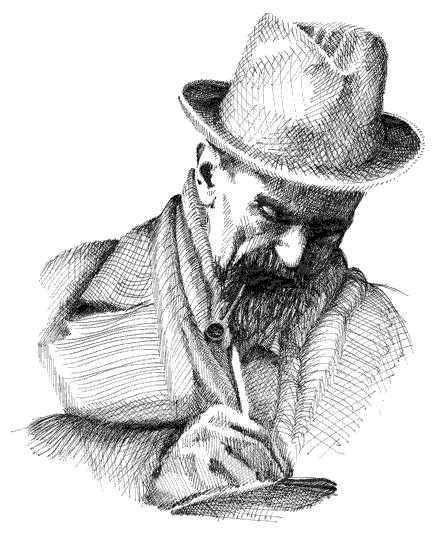
Errico Malatesta vers 1920.

Dans le dialogue imaginaire « Au café » (1920), Errico Malatesta (1853-1932) explicite sa conception de l'amour libre : « Croyez-vous qu'il peut exister un amour esclave ? […] l'amour vrai ne peut exister, ne se conçoit pas sinon parfaitement libre […] L'adultère, les mensonges de toutes sortes, les haines longuement couvées, les maris qui tuent leurs femmes, les femmes qui empoisonnent leurs maris, les infanticides, les enfants qui grandissent parmi les scandales, les querelles familiales […] aujourd'hui […] le monde est un lupanar, parce que les femmes sont fréquemment obligées de se prostituer pour vivre ; parce que le mariage souvent contracté par pur calcul d'intérêt, est toujours pour toute sa durée une union dans laquelle l'amour n'entre pas du tout ou n'entre que comme un accessoire […] Nous voulons la liberté. Jusqu'à présent, les unions sexuelles ont tellement subi la pression de la violence brutale, de la nécessité économique, des préjugés religieux et des prescriptions légales qu'il n'est pas possible de déduire quel sera le mode de relations sexuelles qui répondra le mieux au bien physique et moral de l'individu et de l'espèce. […] la propriété commune admise et le principe de la solidarité sociale établi sur de solides bases morales et matérielles, l'entretien des enfants appartiendra à la communauté et leur éducation sera le soin et l'intérêt de tous. Il est probable que tous les hommes et toutes les femmes aimeront tous les enfants : et si, comme je le crois certainement, les parents ont une affection spéciale pour ceux qui sont nés d'eux, ils n'auront qu'à se réjouir en sachant que l'avenir de leurs enfants est assuré et qu'ils ont pour leur entretien et leur éducation le concours de toute la société ».
Pour lui : « Éliminons l’oppression de l’homme sur l’homme, combattons la prétention brutale du mâle de se croire le maître de la femme, combattons les préjugés religieux, sociaux et sexuels ; assurons à tous, hommes, femmes, adultes, enfants, le bien-être et la liberté ; répandons l’instruction, et nous trouverons maintes occasions d’être satisfaits s’il ne reste sur terre, d’autres maux que ceux que crée l’amour. Dans tous les cas, les malheureux en amour pourront trouver une revanche en d’autres plaisirs – tandis qu’aujourd’hui l’amour mélangé d’alcool est l’unique consolation de la plus grande partie de l’humanité ».

## Anarcha-féminisme

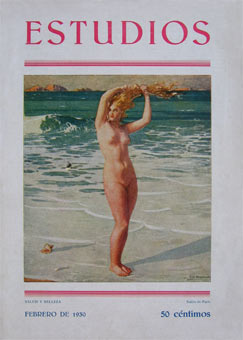
Estudios, février 1930.

L'anarcha-féminisme, qui combine féminisme et anarchisme, considère la domination des hommes sur les femmes comme l'une des premières manifestations de la hiérarchie dans nos sociétés. Le combat contre le patriarcat est donc pour les anarcha-féministes partie intégrante de la lutte des classes et de la lutte contre l'État, comme l'a formulé Susan Brown : « Puisque l'anarchisme est une philosophie politique opposée à toute relation de pouvoir, il est intrinsèquement féministe ».
À la fin du XIXe siècle et du début du XXe siècle, Emma Goldman, Voltairine de Cleyre et Lucy Parsons en sont les principales théoriciennes.
En Espagne, à partir de 1922, Estudios est à l'avant-garde d'une campagne en faveur de l'éducation sexuelle et de l'émancipation féminine. Ouverte aux débats sur les sexualités, cette revue éclectique et libertaire aborde le nudisme, l'amour libre et l'éducation sexuelle. Elle a une influence décisive sur la classe ouvrière espagnole en contribuant à faire évoluer radicalement les mentalités.
Lors de la Révolution sociale espagnole de 1936, l'organisation féminine libertaire Mujeres Libres, proche de la Confédération nationale du travail défend à la fois les idées anarchistes et féministes. Par ailleurs, Federica Montseny, inspirée par Nietzsche et Stirner, pense que « la révolution contre le sexisme devrait venir de femmes futures intellectuelles et militantes. D'après cette conception nietzschéenne, les femmes pourraient réaliser par l'art et la littérature la nécessité de modifier leurs rôles propres ».

### Emma Goldman

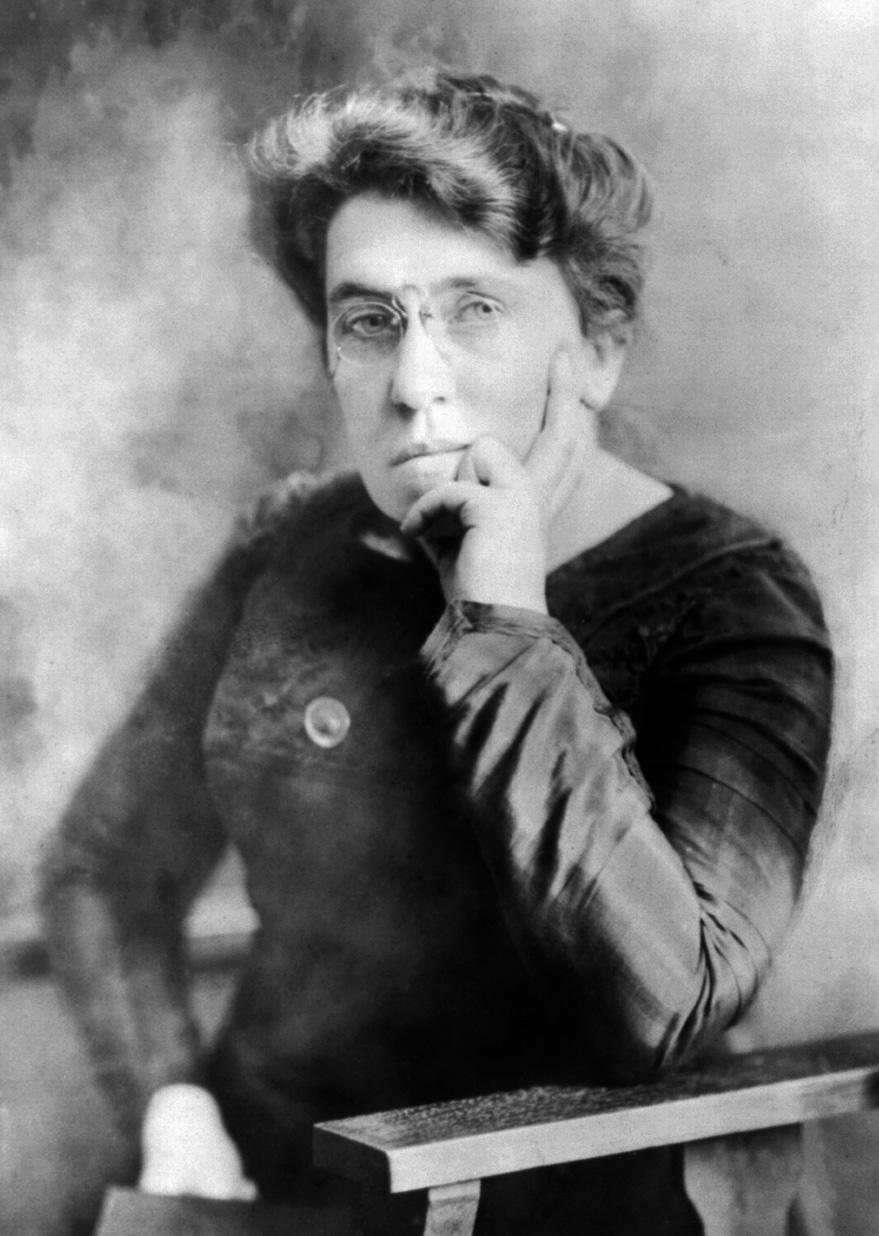
Emma Goldman vers 1911.

Infirmière de formation, Emma Goldman (1869-1940) s'est engagée toute sa vie en faveur de la contraception, de l’amour libre, du droit à la libre maternité, de l’homosexualité ou de l’égalité économique hommes-femmes.
Bien qu'elle soit hostile au féminisme des suffragettes et à ses objectifs en matière de droit de vote des femmes, elle s'est battue passionnément pour la liberté des femmes, et elle est aujourd'hui reconnue comme l'inspiratrice de l'anarcha-féminisme, qui s'oppose au patriarcat comme à une domination à combattre au même titre que l'État ou le capitalisme.
Elle est une pionnière de l'éducation des femmes à la contraception, qu'elle définit comme une « étape de la lutte sociale ». Comme de nombreuses féministes de son époque, elle voit l'avortement comme une conséquence tragique de la misère sociale et la contraception comme une alternative émancipatrice. Elle est aussi une fervente militante de l'amour libre et une opposante radicale au mariage.
Si le système des maisons closes et des proxénètes constitue la prostitution illicite, le mariage relève de la
prostitution licite. En 1896, dans L’anarchisme et la question sexuelle, elle écrit : « Toutes les unions artificielles qui ne sont pas consacrées par l’amour relèvent de la prostitution, qu’elles soient sanctionnées ou non par l’Église et la société. De telles unions ne peuvent avoir qu’une influence dégradante à la fois sur la morale et la santé de la société ».
Elle juge les premières féministes bourgeoises bridées par les forces sociales du puritanisme et du capitalisme. Elle écrit : « Ce qu’il nous faut, c’est nous dégager des vieilles traditions, des habitudes désuètes, puis aller de l’avant. Le mouvement féministe n’a accompli que le premier pas dans cette direction. Il faut espérer qu’il gagnera assez de force pour en faire un second. Le droit au vote, aux capacités civiques égales peuvent constituer de bonnes revendications, mais l’émancipation réelle ne commence pas plus à l’urne qu’à la barre. Elle commence dans l’âme de la femme. […] par sa régénération intérieure […] le droit le plus vital c’est celui d’aimer et d’être aimée. Si l’émancipation féminine partielle doit se transformer en une émancipation complète et véritable de la femme, c’est à condition qu’elle fasse litière de la notion ridicule qu’être aimée, être amante et mère, est synonyme d’être esclave ou subordonnée. Il faut qu’elle se débarrasse de l’absurde notion du dualisme des sexes, autrement dit que l’homme et la femme représentent deux mondes antagonistes ».
En 1897, elle écrit : « Je réclame l'indépendance de la femme, son droit à gagner sa vie ; de vivre pour elle-même ; d'aimer qui elle veut et autant de personnes qu'elle veut. Je réclame la liberté pour les deux sexes, liberté d'action, liberté d'aimer et liberté d'enfanter ». À un journaliste qui lui demande « Est-ce qu’une personne peut en aimer plusieurs en même temps ? », elle répond : « Je ne vois pas pourquoi pas – s'ils trouvent les mêmes qualités qu’ils aiment dans plusieurs personnes. Qu’est-ce qui pourrait les empêcher d’aimer les mêmes choses dans tous ? […] Si nous cessons d’aimer l’homme ou la femme et que nous trouvons quelqu’un d’autre, comme je l’ai dit avant, nous en parlons et nous changeons tranquillement notre mode de vie. Les affaires privées de la famille n’ont pas besoin d’être exposées dans les tribunaux et ne deviennent pas publiques. Personne ne peut contrôler les sentiments, c’est pourquoi il ne devrait pas y avoir de jalousie ».
Dans son essai sur l'école moderne, elle a également traité des questions de l'éducation sexuelle. Elle s'élève contre le fait que « Les éducateurs connaissent également les résultats sinistres et démoniaques de l'ignorance en matière sexuelle. Pourtant, ils n'ont ni assez de compréhension ni d'humanité pour casser les barrières que le puritanisme a construit autour du sexe. Si au cours de l'enfance on apprenait aux hommes et aux femmes une belle camaraderie, cela neutraliserait la condition hyper-sexualisée des uns et des autres et aiderait l'émancipation des femmes bien plus que toutes les lois sur leur statut et leur droit de vote ».

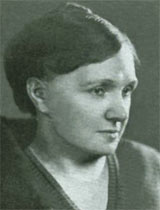
Madeleine Vernet.

### Madeleine Vernet
À la même époque, en France, Madeleine Vernet (1878-1949) pose les mêmes questions : « Si vous défendez avec tant d’ardeur les droits politiques de la femme, c’est que vous voyez pour celle-ci la libération de son esclavage sexuel, je me permets de vous poser une question : « Quand la femme sera électeur et éligible, le problème de la prostitution sera-t-il résolu ? » Et j’entends bien, n’est-ce pas, la prostitution sous toutes ses formes. […] En carte ou sans carte, soumises ou insoumises, connues ou inconnues, nombreuses sont les femmes qui doivent, pour vivre, avoir recours à la prostitution. Depuis la mondaine que des revers de fortune firent déchoir dans le demi-monde, jusqu’à l’ouvrière qui subit les exigences d’un patron ou d’un contremaître pour sauvegarder l’emploi qui assure le pain à ses petits ; depuis la jeune fille riche qui se vend au mariage pour racheter une faute jusqu’à la pauvre jeune fille que cette même faute mènera au ruisseau (pour employer la commune expression), nombreuses, excessivement nombreuses sont les formes de prostitution ».

### Nelly Roussel

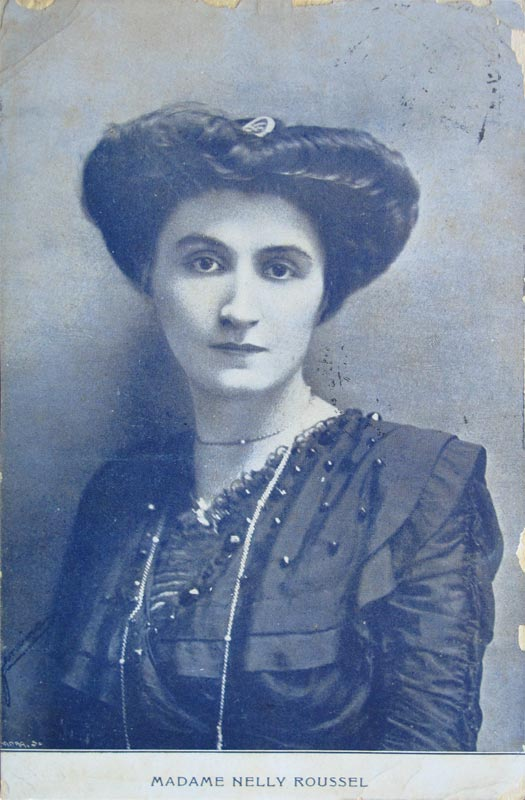
Nelly Roussel en 1911.

En 1902, Nelly Roussel (1878-1922) est la première femme à se déclarer en faveur de la contraception, ce qui déclenche d’abord une grande hostilité chez les féministes.
Elle écrit dans Le Libertaire en 1904 : « Nul n’est plus que moi – vous le savez peut-être – partisan de l’union libre. Mais « union libre » n’est pas malheureusement synonyme de « union illégale ». L’union véritablement libre – basée uniquement sur l’amour et n’ayant point d’autre raison d’être que lui, – l’union idéale que nous rêvons et que nous travaillons de toutes nos forces à rendre un jour réalisable, cette union-là n’existe pas, ne peut pas exister actuellement pour la femme, – ou tout au moins pour la plupart des femmes. Car, vous le savez aussi bien que moi, il n’est guère de métier où elle ne puisse, même par le travail le plus acharné, subvenir complètement à ses besoins et à ceux de ses enfants. Et ce qui fait son esclavage, ce sont moins peut être les chaînes légales, l’injurieux article du Code lui prescrivant l’obéissance, que la nécessité où elle se trouve, neuf fois sur dix, de recourir à un homme qui l’aide à vivre et qui souvent abuse de sa situation pour l’humilier et l’asservir. Mariage régulier, union illégitime, ou « galanterie »… au fond, c’est toujours la même chose pour la femme, toujours la même situation, aussi périlleuse qu’humiliante : livrer son corps à l’homme en échange du pain quotidien. Si l’amour se glisse au foyer, c’est par hasard et par exception. Eh bien, c’est cela que nous ne voulons plus ! ».

### Mujeres Libres

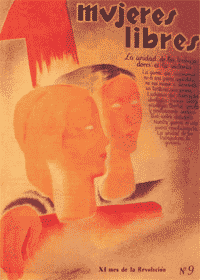
Mujeres Libres, 1938.

En avril 1936, Lucía Sánchez Saornil, Mercedes Comaposada et Amparo Poch y Gascón fondent Mujeres Libres (« Femmes Libres »), la première organisation féministe autonome prolétarienne en Espagne. Son but est de mettre fin au « triple esclavage des femmes : l’ignorance, le capital et les hommes ». Si quelques-unes des fondatrices exercent des professions libérales, la large majorité de ses membres (20 000 environ en juillet 1937) est issue des classes ouvrières. Les femmes de Mujeres Libres visent à la fois à surmonter les obstacles de l’ignorance et de l’inexpérience qui les empêchent de participer en tant qu'égales à la lutte pour une société meilleure, et à combattre la domination des hommes au sein même du mouvement libertaire.
La militante Anna Delso décrit cette démarche : « La capacité d’organisation des femmes me laisse stupéfaite. Plusieurs d’entre elles ont un rôle prépondérant dans leur syndicat, CNT, et font partie en même temps du comité d’autogestion de leur usine. Elles se trouvent au même niveau d’égalité que les hommes dans une société non hiérarchisée. C’est une transformation totale et radicale de la vie sociale. Les femmes espagnoles en avaient tant besoin ! Elles se sont débarrassées de l’esclavage que leur imposaient le clergé, le mari, le père, les frères et tous les autres. À tous ceux qui nous disent : Oui, nous sommes d’accord avec vos revendications de femmes, mais il faut laisser tout cela pour après, car votre attitude peut créer des divisions. Nous leur répondons : Pour après quoi ? C’est maintenant ou jamais ! […] Leurs idées sont une chose et leur femme et leur famille autre chose. Leur femme est à eux, intouchable. Comme les abeilles vont de fleur en fleur, eux peuvent aller de femme en femme. Et ils trouvent ça très naturel, mais ils ne peuvent accepter qu’une femme puisse en faire autant. La sempiternelle devise de la femme, bonne mère, bonne épouse, fidèle et obéissante, doit changer ».
L'organisation se bat sur deux fronts : pour la libération des femmes et pour la révolution sociale. Dans l'Espagne révolutionnaire des années 1936-1937, les Mujeres Libres s'opposent au sexisme de leurs camarades militants et elles veulent s'émanciper du statut marginal qui leur est réservé au sein d'un mouvement libertaire qui prétend abolir la domination et la hiérarchie. Pour elle, l'émancipation des femmes est inséparable de l'émancipation sociale. Si pour les anarchistes, les moyens mis en œuvre dans la lutte révolutionnaire inspirent la société future, elles affirment que l'égalité des femmes ne suivra pas automatiquement la révolution sociale si elle n'est pas mise en pratique immédiatement. Mujeres Libres prépare les femmes à des rôles de meneuses dans le mouvement anarchiste, elle organise des écoles, des groupes de parole réservés aux femmes, tout ceci afin que les femmes puissent acquérir l'estime de soi et la confiance en leurs capacités.
Mujeres Libres publie un journal éponyme où est abordé l'éducation sexuelle, définie selon les termes de l'époque, comme « la connaissance du fonctionnement physiologique de notre organisme, plus spécialement l'aspect eugénique et sexologique ». À Barcelone, l'association est à l'origine de la création de la Casa de la dona treballadora et de la campagne en faveur de la réinsertion des prostituées dans les Liberatorios de prostitucion. La prostitution est fermement combattue. Leur but n'est pas de l'aménager mais de l'éradiquer, en rendant les femmes économiquement indépendantes et en réalisant une profonde révolution sociale et morale. Elles se désolent d'ailleurs de voir nombre de leurs camarades hommes fréquenter les maisons de passe.

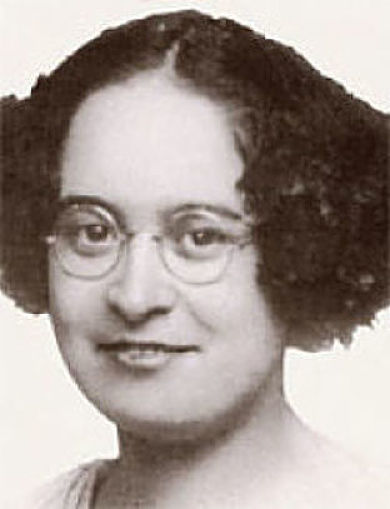
Amparo Poch y Gascón

### Amparo Poch y Gascón
Amparo Poch y Gascón, docteure en médecine et propagandiste de la liberté sexuelle est une des trois fondatrices des Mujeres Libres. Dans La Vie sexuelle de la femme (1932), elle incite les femmes à s'épanouir par l'amour libre et la pratique de la bisexualité. Elle est responsable, en 1936, des Liberatorios de prostitución, maisons destinées aux prostitués, où elles peuvent recevoir des soins de santé, de la psychothérapie et une formation professionnelle pour leur permettre d'acquérir une indépendance économique par des moyens socialement acceptables. En décembre 1937, elle est responsable d'un lieu d'échange et d'éducation pour les femmes nommé Casal de la Dona Treballadora.

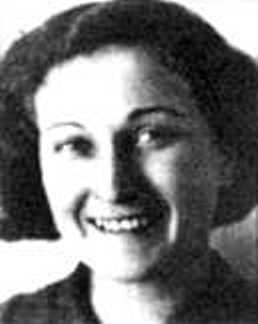
Lucía Sánchez Saornil.

### Lucía Sánchez Saornil
Lucía Sánchez Saornil est une des trois fondatrices des Mujeres Libres. Elle est ouvertement lesbienne. Dès son plus jeune âge, elle écrit de la poésie et est associée au mouvement littéraire des ultraïstes. En 1919, elle a déjà été publiée dans de nombreux journaux comme Los Quijotes, Tableros, Plural, Manantial et La Gaceta Literaria. Grâce à son pseudonyme masculin, elle peut explorer des thématiques lesbiennes à une époque où l'homosexualité est criminalisée, sujette à la censure et à la répression.

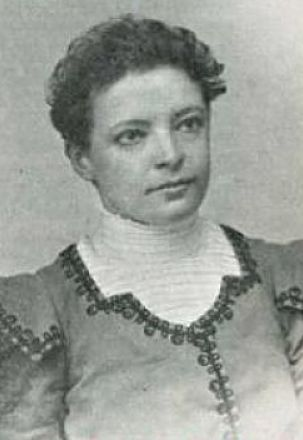
Paulette Brupbacher.

Profondément déçue par les préjugés chauvinistes des républicains, elle se ligue avec deux camarades, Mercedes Comaposada et Amparo Poch y Gascón pour former Mujeres Libres en avril 1936. Elle rejette le point de vue, dominant chez les anarchistes, que l'égalité des sexes découlera naturellement d'une société sans classes.

### Paulette et Fritz Brupbacher
Dans les années 1920, en Suisse, à Zurich, Paulette Brupbacher et Fritz Brupbacher, tous les deux médecins, liant activité professionnelle et engagement politique libertaire, luttent pour la liberté sexuelle, la contraception, le droit à l'avortement et l'émancipation des femmes.

### Elise Ottesen-Jensen
En 1933, la féministe anarcho-syndicaliste Elise Ottesen-Jensen fonde en Suède, la Fédération pour l'éducation sexuelle. Elle résume son combat en une phrase : « Je rêve du jour où chaque enfant né sera le bienvenu, où hommes et femmes seront égaux et vivront leur sexualité dans la passion, le plaisir et la tendresse ».

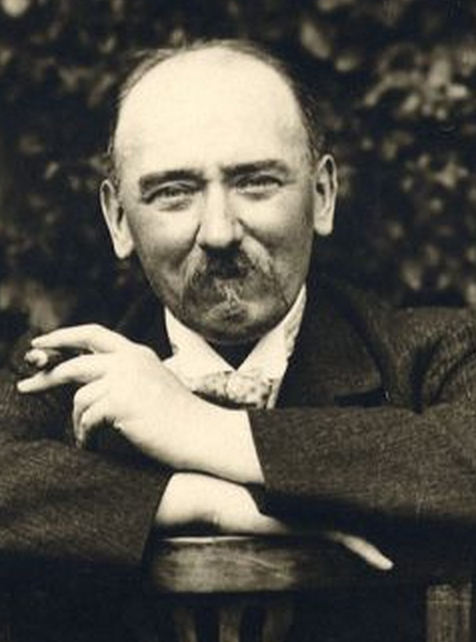
Georges Eekhoud (1854-1927), écrivain homosexuel libertaire.

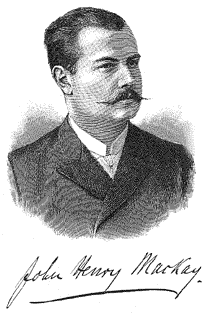
John Henry Mackay, homosexuel et anarchiste.

## Lesbiennes, gays, bisexuels
Aux yeux de beaucoup, que ce soit à l'intérieur ou à l'extérieur du mouvement libertaire, l'accent mis sur les libertés individuelles par l'anarchisme le lie, tout naturellement, avec les revendications d'égalité portées par les mouvements revendiquant une libre homosexualité.
En 1899, l'écrivain libertaire belge Georges Eekhoud (1854-1927) publie Escal-Vigor au Mercure de France, un des premiers romans modernes qui traite de l'homosexualité. Le livre fait scandale et l'auteur est poursuivi en justice. Plusieurs écrivains de renom prennent position. Le procès à huis clos se termine par l'acquittement de l'écrivain.
John Henry Mackay (1864-1933), rédige la seule biographie de référence sur Max Stirner et est à l'origine d'une vaste diffusion des idées individualistes libertaires. Sous le nom de plume Sagitta, il publie de nombreux essais sur « l'amour grec » ou « l'amour sans-nom ».
En 1923, Emil Szittya écrit dans Das Kuriositäten-Kabinett que « de nombreux anarchistes ont cette tendance. Ainsi, j'ai trouvé à Paris un anarchiste hongrois, Alexander Sommi, qui a fondé un groupe anarchiste homosexuel sur la base de cette idée ».
Cette conception est confirmée, en 1914, par Magnus Hirschfeld dans son livre Die Homosexualität des Mannes und des Weibes : « Dans les rangs d'un parti relativement petit, celui des anarchistes, il me semble qu'il y a proportionnellement plus d'homosexuels et d'efféminés que ce que l'on peut trouver dans les autres ».
L'anarchiste italien Luigi Bertoni (que Szytta pensait aussi être homosexuel), note que « les anarchistes demandent la liberté en tout, donc aussi dans la sexualité. L'homosexualité mène à une conception saine de l'égoïsme, pour lequel tout anarchiste devrait se battre ».
L'écrivain anarcho-syndicaliste Ulrich Linse affirme à propos d'une « figure marquante de la scène berlinoise individualiste-anarchiste vers 1900 », le « précoce Johannes Holzmann » (connu sous le nom de Senna Hoy : « en partisan de l'amour libre, [Hoy] célébrait l'homosexualité comme un « sommet de la culture » et s'engage dans une lutte contre le Paragraphe 175 » qui criminalise l'homosexualité masculine en Allemagne, de 1871 à 1994. Le jeune Senna Hoy (1882-1914) publie, dès 1902, ses conceptions dans son hebdomadaire Der Kampf, qui est diffusé à 10 000 exemplaires l'année suivante.
L'anarchiste et psychothérapeute allemand Otto Gross a également beaucoup écrit sur l'homosexualité chez les hommes et chez les femmes et argumenté contre les discriminations.

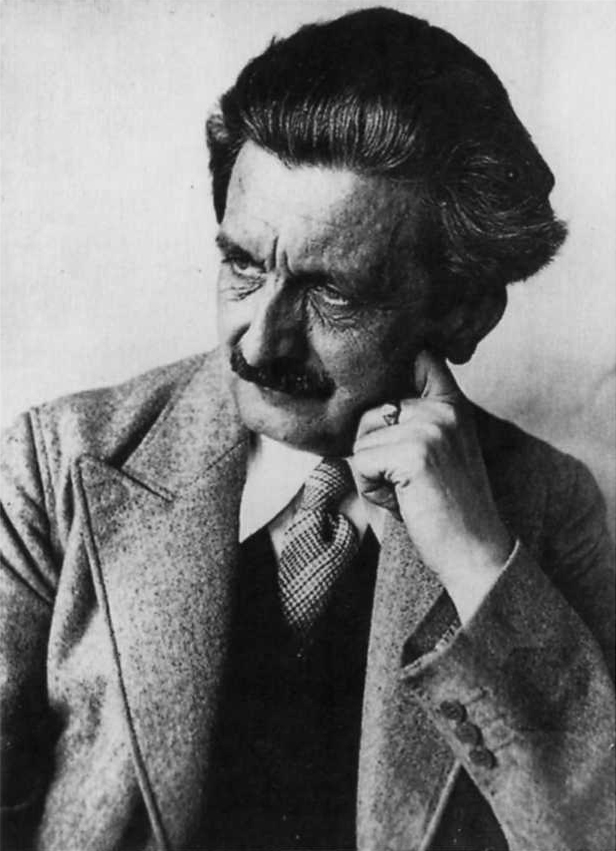
Adolf Brand, activiste anarchiste homosexuel

### Adolf Brand etDer Eigene
Der Eigene (L'unique) est la première publication régulière homosexuelle au monde, éditée en langue allemande à Berlin, de 1896 à 1932, sous la direction d'Adolf Brand (1874-1945). Le titre, Der Eigene, est une référence explicite à l'ouvrage L'Unique et sa propriété du philosophe Max Stirner. Ce dernier influence profondément le jeune Brand qui est séduit par le concept stirnerien de « Selbsteigentum (en) ». Der Eigene compte environ 1 500 abonnés.
Outre des poèmes d'Adolf Brand, on compte parmi les collaborateurs : Benedict Friedlaender (en), Hanns Heinz Ewers, Erich Mühsam, Kurt Hiller, Ernst Burchard (en), John Henry Mackay, Theodor Lessing, Klaus Mann, Thomas Mann, Wilhelm von Gloeden et Sascha Schneider.
Individualiste libertaire, influencé par les théories de John Henry Mackay, Adolf Brand est à l'origine membre du Comité scientifique humanitaire de Magnus Hirschfeld, mais s'en sépare en 1903, pour créer la Gemeinschaft der Eigenen (en), la « Communauté des spéciaux ». Dans ce nouveau groupe, l'amour entre hommes est considéré comme un des attributs de la virilité. Le groupe rejette les théories « médicales » de Hirschfeld qui définit l'homosexualité comme un « sexe intermédiaire ».
En 1933, après l'arrivée au pouvoir des nazis, la maison d'Adolf Brand est mise à sac : l'ensemble de ses archives aurait été confisqué par Ernst Röhm et Der Eigene est interdit de parution.

### Homophobie
En dépit de ces positionnements favorables, le mouvement libertaire de cette époque n'est pas exempt d'homophobie.
En 1935, l'éditorial d'un journal espagnol affirme ainsi qu'un anarchiste ne doit pas se fréquenter d'homosexuels, et encore moins en être un : « Si vous êtes un anarchiste, cela signifie que vous êtes moralement supérieur et physiquement plus fort que l'homme moyen. Et celui qui aime les invertis n'est pas un homme véritable, ce qui implique qu'il n'est pas non plus un véritable anarchiste ».

## Époque contemporaine

### Daniel Guérin
Daniel Guérin (1904-1988), est un écrivain révolutionnaire français, anticolonialiste, militant de l'émancipation homosexuelle et théoricien du communisme libertaire. À partir des années 1950, il s'émancipe du marxisme-léninisme pour élaborer une synthèse marxiste libertaire qui valorise l'individualisme tout en rejetant le capitalisme.
Ouvertement bisexuel, il dénonce les discriminations dont sont victimes les minorités sexuelles, y compris dans les milieux de la gauche radicale.
En 1955, il publie Kinsey et la sexualité, ouvrage où il détaille l'oppression spécifique subie en France par les homosexuels : « Les plus sévères [critiques] émanent de milieux marxistes qui ont tendance à gravement sous-estimer la variété d’oppression de l’homme par l’homme qu’est le terrorisme antisexuel. Je m’y attendais d’ailleurs et je savais, en publiant mon livre, que je m’exposais au risque de me mettre à dos ceux desquels je me sens le plus proche sur le plan politique ».
En 1965, après son coming out, il s'exprime sur l'homophobie qui domine à gauche pendant la deuxième moitié du XXe siècle, « l'incompréhension voire l'homophobie de la plupart des « gauchistes » – leur conception petite bourgeoise de la sexualité. L'attitude était beaucoup plus libérale à l'égard de l'homosexualité dans les années 1920-1930, l'hypocrisie se rencontrant alors beaucoup plus chez les bourgeois que chez les prolétaires. Depuis ces derniers ont été conditionnés par les idées bourgeoises ».
En 1975, il écrit : « Il n'y a pas tellement d'années se déclarer révolutionnaire et s'avouer homosexuel n'étaient pas choses compatibles. Quand je suis entré en 1930 dans le mouvement social il n'était pas question de s'y risquer, ni même d'aborder impersonnellement un sujet aussi scabreux. […] J'étais affligé encore d'une autre vulnérabilité. Dans les mouvements syndicaux et politiques auxquels je participais, j'avais une propension à me situer toujours à leur extrême-gauche […] Il eût été insensé d'ajouter à ces lourds handicaps une charge supplémentaire : celle de m'intéresser aux partenaires de mon sexe, qu'il s'agît de jeunes ouvriers sans conscience de classe ou, plus grave encore, de militants dont certains rayonnaient d'une juvénilité dont il fallait soigneusement cacher à quel point elle m'était attirante ».
Il évoque, la personnalité de Louis Aragon « arrimé à l'hétérosexualité comme au stalinisme par Elsa, son mauvais génie, devait se protéger d'un autre malfaisant sectarisme, celui du Parti communiste, hystériquement intransigeant sur le plan des « bonnes mœurs » et qui ne tolérera les extravagances amoureuses d'Aragon que beaucoup plus tard, quand Elsa ne sera plus là pour le détourner des garçons et que l'évolution de la société post-soixante-huitarde aura enfin fait voler en éclats le tabou ».
Ses textes sur la libération sexuelle sont alors censurés dans certains journaux de gauche.
Daniel Guérin s'implique dans les événements de Mai 68 en France et prend une part active à la création du mouvement de libération homosexuelle qui émerge dans les années suivantes. En 2000, Frédéric Martel le qualifie de « grand-père du mouvement homosexuel français ».

### Mai 68 et leMouvement du 22 Mars

Symbole Peace and love.

Dans les années 1960, le mouvement hippie est un promoteur de l'amour libre au point que l'expression lui est souvent associée : « Peace and love ». La sexualité, en particulier, n'y est plus perçue uniquement comme moyen de reproduction.

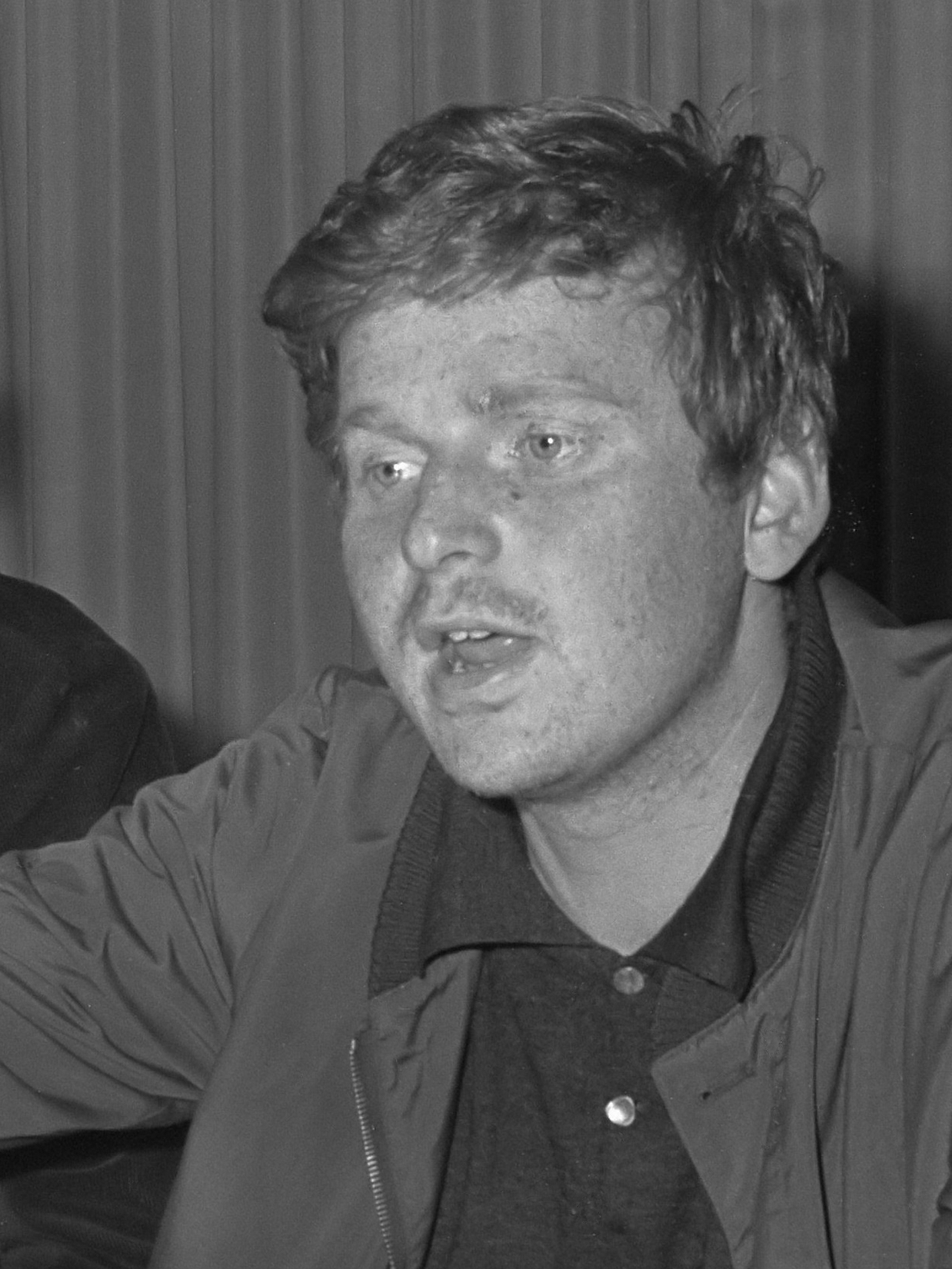
Daniel Cohn-Bendit en 1968.

En France, l'un des éléments déclencheurs des événements de Mai 68 est le Mouvement du 22 Mars, largement influencé par les libertaires, qui conjugue son opposition à la guerre du Vietnam avec des revendications de « vie quotidienne » et de liberté sexuelle (possibilité pour les étudiants de se rendre, après 22 heures, dans les chambres des filles de la résidence universitaire).
L'affaire démarre le 29 mars 1967, lorsque 60 étudiants décident de manière spontanée d'investir un des pavillons de la cité universitaire réservé aux étudiantes : les jeunes filles ont le droit d'accéder au bâtiment des garçons mais l'inverse est interdit. Le doyen fait appel aux forces de l'ordre. Cernés par la police, 25 étudiants maintiennent l'occupation pendant une semaine. Une « liste noire » est dressée : des étudiants contestataires que les professeurs sont invités à refuser à leurs cours, parmi lesquels Daniel Cohn-Bendit qui se voit notifier une demande de quitter le territoire. Les étudiants de ce qui allait devenir le Mouvement du 22-Mars passent une année à diffuser leurs idées sur la liberté sexuelle et sur les « névroses » qu'induit le manque de liberté dans ce domaine. En janvier 68, Cohn-Bendit interpelle François Missoffe, ministre de la Jeunesse et des Sports, qui inaugure la nouvelle piscine de Nanterre, sur son livre blanc sur la jeunesse : « Monsieur le ministre, j’ai lu votre Livre blanc sur la jeunesse. En trois cents pages, il n’y a pas un seul mot sur les problèmes sexuels des jeunes », à quoi le ministre répond : « Avec la tête que vous avez, vous connaissez sûrement des problèmes de cet ordre. Je ne saurais trop vous conseiller de plonger dans la piscine. – Voilà une réponse digne des Jeunesses hitlériennes », répond Cohn-Bendit.

### Les années 1970 et leFront homosexuel d'action révolutionnaire

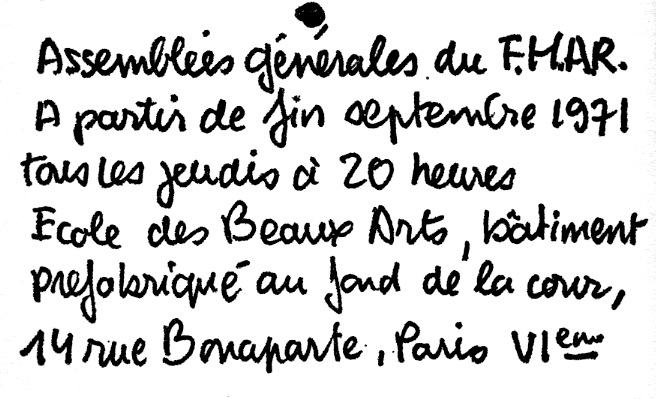
Un tract du FHAR de 1971.

Le Front homosexuel d'action révolutionnaire (FHAR) est un mouvement parisien et autonome, fondé en 1971, issu d'un rapprochement entre des féministes lesbiennes et des activistes gays. On a pu y voir Guy Hocquenghem, Christine Delphy, Françoise d'Eaubonne, Daniel Guérin, Pierre Hahn, Laurent Dispot, Hélène Hazera, Jean Le Bitoux, René Schérer, Patrick Schindler.
Le FHAR est connu pour avoir donné une visibilité radicale au combat gay et lesbien dans les années 1970 dans le sillage des soulèvements étudiants et prolétaires de 1968, qui ne laissent que peu de place à la libération des femmes et des homosexuels. En rupture avec les anciens groupes homosexuels moins virulents, voire conservateurs, il revendique la subversion de l'État « bourgeois et hétéropatriarcal », ainsi que le renversement des valeurs jugées machistes et homophobes des milieux de gauche et d'extrême gauche.
Selon Patrick Schindler : Sans se revendiquer comme leaders, l’écrivain et coauteur avec Félix Guattari de Trois milliards de pervers, Guy Hocquenghem et l’écrivaine et cofondatrice du MLF, Françoise d'Eaubonne sont les deux principales figures qui animent le mouvement. Lors des réunions aux Beaux-Arts, on croise également la chercheuse du CNRS, Christine Delphy, spécialisée dans le féminisme et les questions de genre, l’écrivain communiste libertaire Daniel Guérin ou encore René Schérer, le philosophe fouriériste proche de Gilles Deleuze et de Michel Foucault. Fort de cette « petite armée » intellectuelle mais pacifique, en avril 1971, le FHAR participe à la rédaction du journal mao-spontex Tout ! et obtient un quatre pages où le mouvement a la possibilité de s’exprimer librement. Le groupe décide, entre autres, de publier un manifeste inspiré de celui des 343 salopes avorteuses, avec un préambule choc : « Nous sommes plus de 343 salopes. Nous nous sommes fait enculer par des Arabes. Nous en sommes fiers et nous recommencerons ».
L'aspect outrageant pour les autorités des rencontres sexuelles (masculines) qui s'y déroulent, et la prédominance numérique des hommes qui augmente de plus en plus (ce qui occulte inévitablement petit à petit les questions féministes et les voix des lesbiennes) ont fini par amener à la scission du groupe. Sont alors apparus les Groupes de libération homosexuelle et les Gouines rouges au sein du Mouvement de libération des femmes.

### Alex Comfort
En 1972, le pacifiste libertaire britannique Alex Comfort se fait connaître dans le contexte de la révolution sexuelle grâce à son best-seller, le manuel sexuel The Joy of Sex.

### Actualités
À New York, Queer Fist fait son apparition en tant que « groupe d'action de rue anti-assimilationiste, anti-capitaliste, anti-autoritaire, constitué pour produire une action directe et une parole radicale queer et transidentitaire aux manifestations de la Republican national Convention (RNC) ».

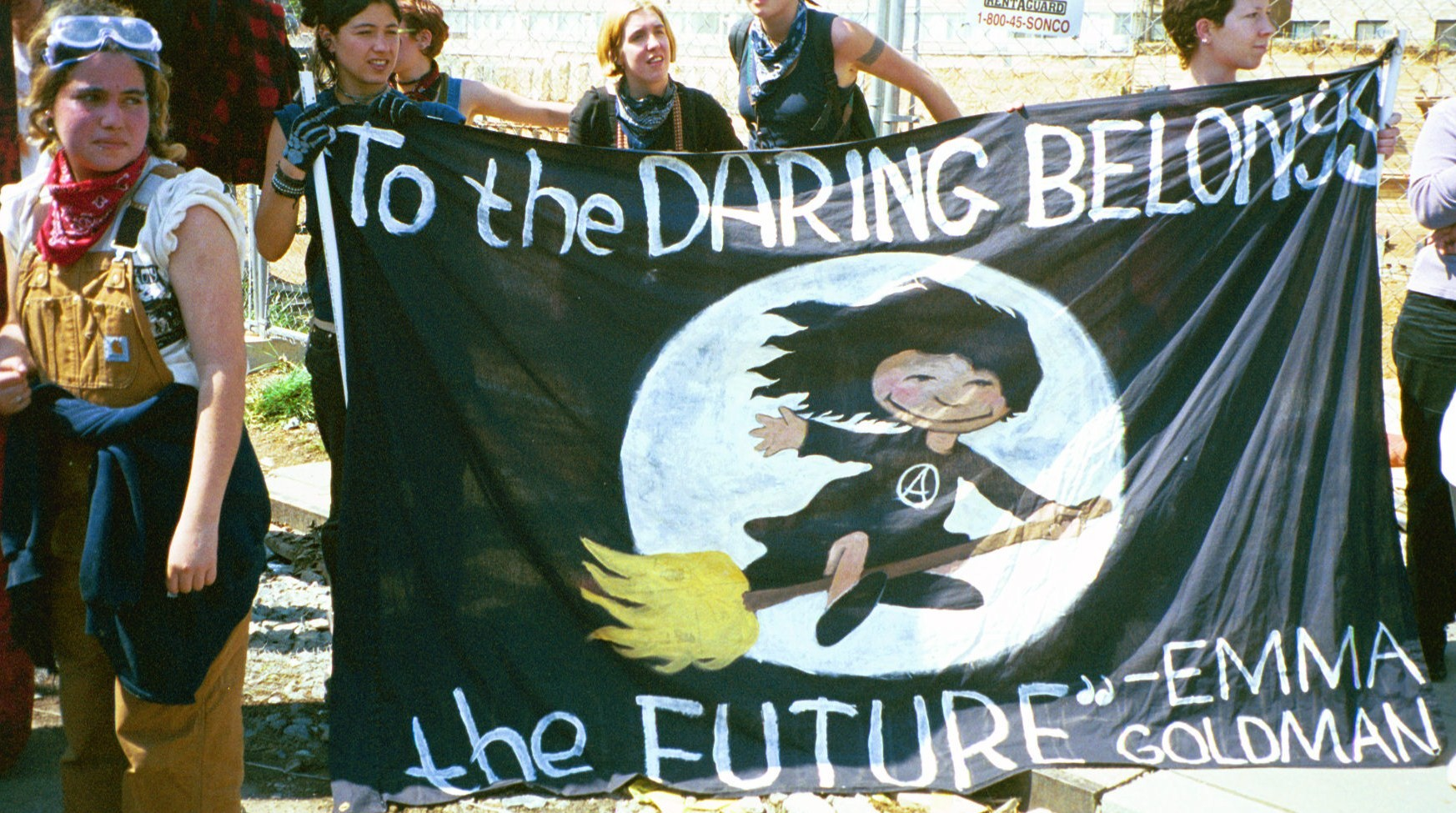
De jeunes anarcha-féministes citant Emma Goldman lors d'une manifestation contre la mondialisation en 2000.

L'anarcha-féminisme continue sous de nouvelles formes comme le collectif bolivien Mujeres Creando, le collectif Ainsi Squattent-Elles ! au Québec ou le squat espagnol Eskalera Karakola.
Parmi les auteurs et théoriciennes anarcha-féministes contemporains, on trouve Germaine Greer, L. Susan Brown et l'écoféministe Starhawk.
La question de l'amour libre est l'objet d'un traitement spécifique dans le travail du philosophe postanarchiste, Michel Onfray, dans des ouvrages comme Théorie du corps amoureux : pour une érotique solaire (2000) ou L'invention du plaisir : fragments cyréaniques (2002).
En 2009, apparaît un groupe Anarkink, dont le but est de remettre en question l'opinion au sein du mouvement anarchiste que le Bondage et discipline, domination et soumission, sado-masochisme est quelque chose de « bizarre » et de créer un espace sûr pour les anarchistes intéressés.

### Débats sur la pornographie

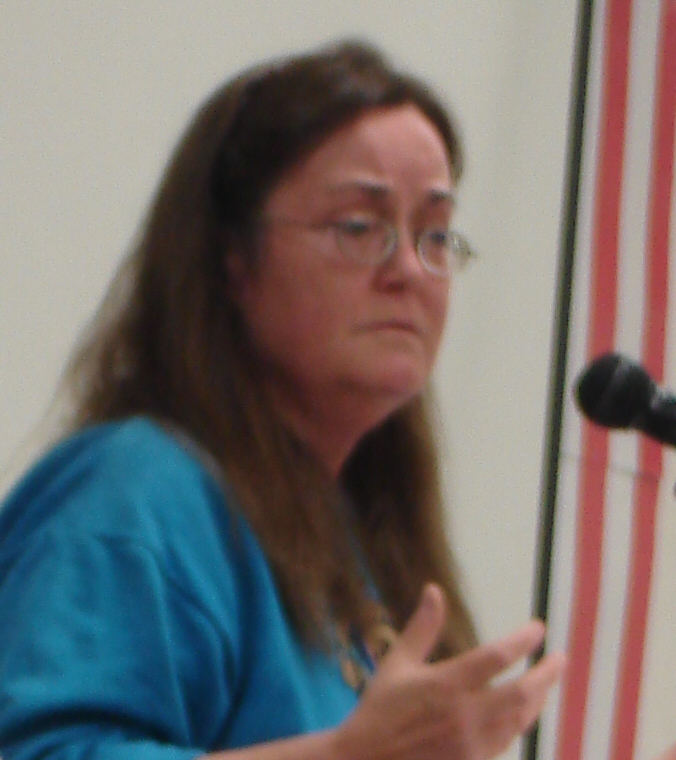
Wendy McElroy, auteur de XXX: A Womanʼs Right to Pornography (1995).

Fondé à Boston en 1986, The Boston Anarchist Drinking Brigade est un groupe anarchiste individualiste. En 1993, il publie un article intitulé « An Anarchist Defense of Pornography » (« Une défense anarchiste de la pornographie »). « Les anarchistes peuvent trouver plus d'objections aux activistes opposés à la pornographie qui appliquent une franche censure. Même s'ils partagent les vues des opposants qui cherchent à protéger d'autres de la pornographie, ceux-ci vont un pas plus loin en utilisant la force coercitive pour atteindre leurs fins. Cela est totalement incompatible avec le genre de société volontariste recherchée par la plupart des anarchistes, et il faudrait que cela soit dénoncé par tous les amoureux de la liberté… La pornographie, comme n'importe quelle autre forme de loisir, peut être bonne ou mauvaise, en fonction des qualités individuelles de telle ou telle œuvre. Cependant, en tant que genre littéraire ou cinématographique, elle n'est ni meilleure ni pire ou même plus malfaisante que n'importe quelle autre. Si la pornographie s'avère mauvaise ou sexiste, la meilleure stratégie consiste à en discuter avec d'autres et/ou faire de la bonne pornographie non-sexiste, plutôt que la supprimer. Le sexe et ses descriptions sont une source de plaisir pour de nombreuses personnes et notre liberté de nous y adonner devrait être défendue, ou du moins tolérée, par les anarchistes. Les censeurs, en ce compris ceux qui prétendent être anarchistes, sont les ennemis de la liberté, et les anarchistes qui les défendent remettent ainsi en question leur engagement pour une société libre ».
En 1995, l'anarchiste individualiste Wendy McElroy publie XXX: A Woman's Right to Pornography (XXX : le droit à la pornographie pour les femmes) où elle utilise le terme de Anarchists in high heels (Anarchistes en talons hauts) pour parler des anarchistes qui travaillent dans l'industrie du sexe. L'actrice porno Veronica Hart y fait ce commentaire à propos du mot « féministe » : « Je n'ai pas besoin que Andrea Dworkin me dise ce que je dois penser ou comment je dois me comporter […] Et je n'aime pas qu'on me qualifie d'amochée psychologiquement ! J'ai des amies dans l'industrie qui se disent Anarchistes en talons hauts. Elles adoreraient lui dire un mot ».

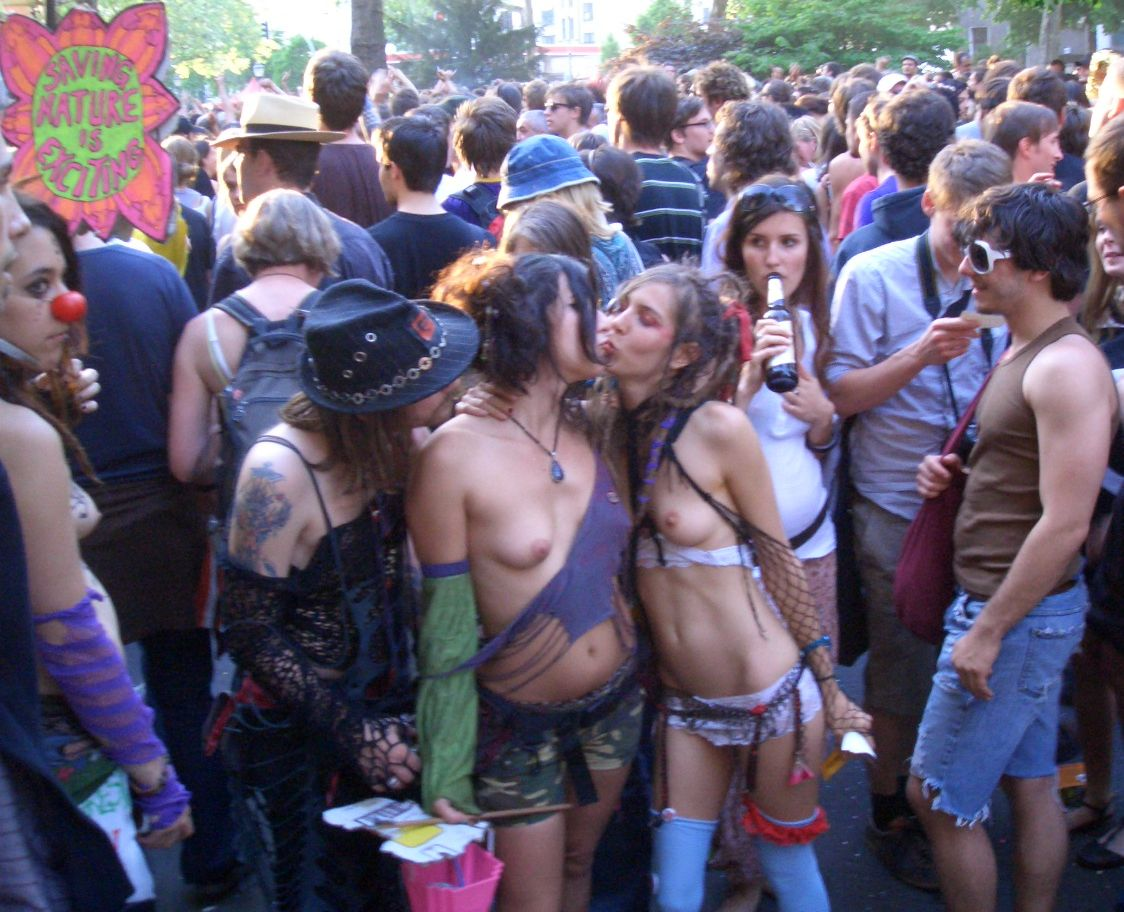
Membres de Fuck for Forest à Karneval der Kulturen, Berlin, 2008.

Ces positions tranchées provoquent des tensions au sein du mouvement libertaire.
À Berlin en 2009, au cours du A-Kongress (congrès anarchiste), au sein de l'atelier « Anarchie et sexe », certains membres de l'association écologiste libertaire, Fuck for Forest (« Baisez pour la forêt »), enlèvent leurs vêtements « pour démontrer la liberté d'être nu », et deux tiers des personnes présentes apportent leur soutien à cette action. En revanche, d'autres participants sont outrés de voir des personnes nues à cet événement. Le jour suivant, les membres de Fuck for Forest sont interdits d'accès et lorsqu'ils commencent à donner de la voix à leur opposition à cette décision, les organisateurs du congrès décident d'annuler tout le projet.

### Amour libre et libéralisme
En 2008, le Secrétariat Antipatriarcat de l'organisation Alternative libertaire précise : « En tant que féministes, libertaires et anticapitalistes, nous revendiquons une révolution sexuelle qui ne confondent pas libéralisme et amour libre. Il ne peut donc y avoir de véritable révolution sexuelle sans remise en cause des rapports économiques d’exploitation. Cette révolution suppose aussi une remise en cause de toutes les formes de hiérarchie afin que soient possibles des relations entre individus libérés des rapports de domination. Enfin, elle suppose une éducation libertaire à une sexualité qui permette d’accepter une pluralité de formes de relations amoureuses et sexuelles délivrées du machisme ».

### Opposition à la prostitution
En 2009, deux militantes de la Fédération anarchiste, Hélène Hernandez et Élisabeth Claude publient Anarchisme, féminisme, contre le système prostitutionnel où elles précisent : « Nous espérons que nos propos (…) rendront le patriarcat – et le système prostitutionnel – plus compréhensible et surtout plus insupportable, (…) qu’ils contribueront (…) à l’élaboration de la société sans domination à laquelle aspirent toutes et tous les anarchistes. (…) Comment pourrions nous concevoir que cette société maintienne le système prostitutionnel ? ».

## Articles connexes

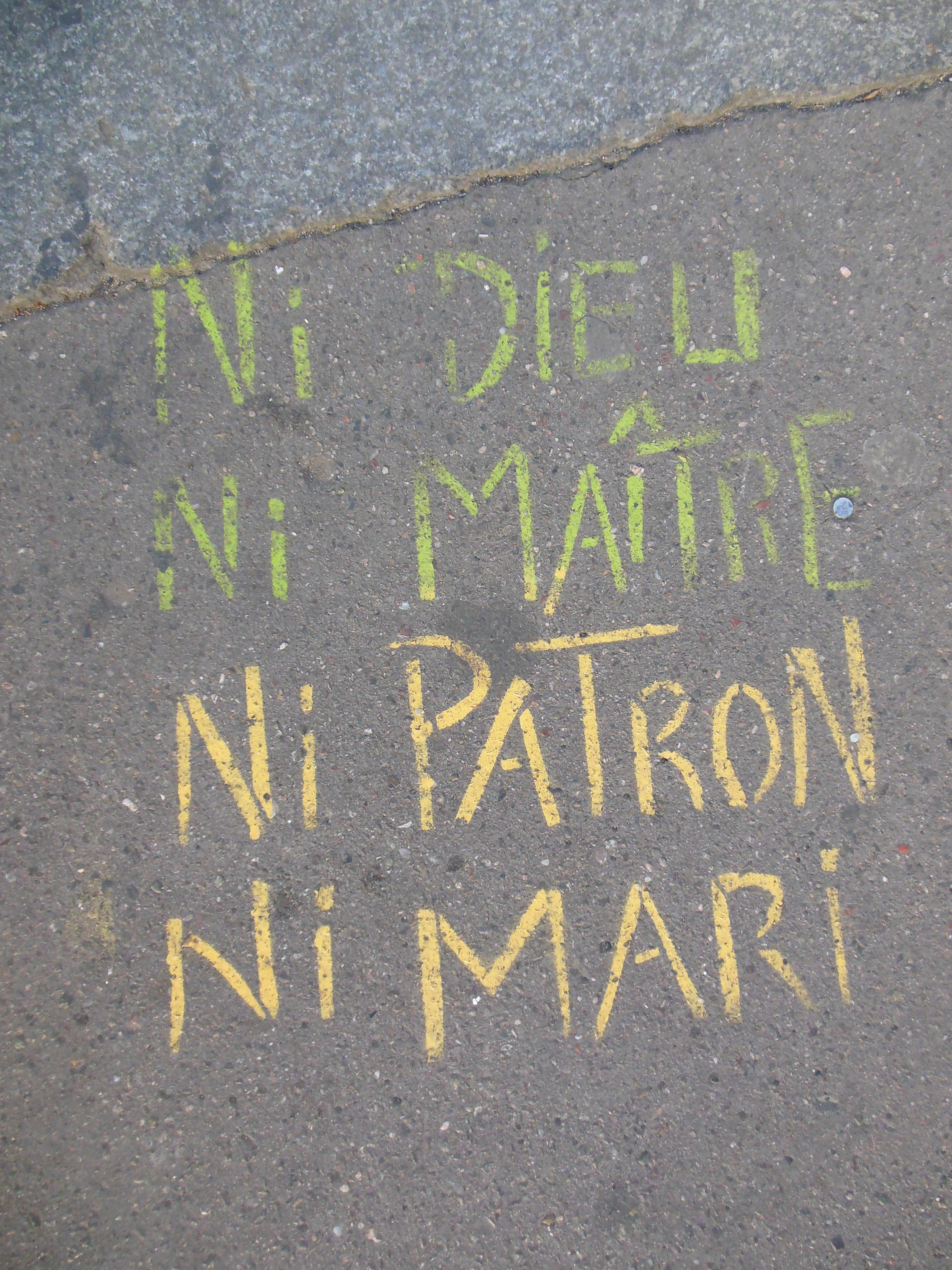
Graffiti, Paris, 2012.

### Articles
- Amour, Encyclopédie anarchiste, initiée par Sébastien Faure, 1925-1934, texte intégral
- Michael Seidman, Women's subversive individualism in Barcelona during the 1930s, (L'individualisme subversif des femmes à Barcelone durant les années 1930), International Review of Social History, vol. 37, août 1992, p. 161-176, texte intégral en anglais, texte en français.
- Francis Dupuis-Déri, Les anarchistes et la prostitution : perspectives historiques, Genre, sexualité et société, no 9, printemps 2013, texte intégral
- Céline Beaudet, D'une théorie de l'amour libre à la mise en pratique de l'union libre. Les « milieux libres » anarchistes (France, 1900-1914), in Les socialistes et le mariage, Laboratoire de Démographie historique de l'École des hautes études en sciences sociales (EHESS), 5 octobre 2006, texte intégral
- Yannick Ripa, Le genre dans l'anarcho-syndicalisme espagnol (1910-1939), Clio, Histoire‚ femmes et sociétés, no 3, 1996, texte intégral
- Anne Steiner, Les militantes anarchistes individualistes : des femmes libres à la Belle Époque, Amnis, revue de civilisation contemporaine de l'Université de Bretagne occidentale, 8/2008, texte intégral
- Petra de Vries, Le socialisme libertaire hollandais et la prostitution à la fin du XIXe siècle, journée d’étude Socialisme et sexualité, 5 octobre 2001, Dijon, Université de Bourgogne, texte intégral
- Jean-Louis Guereña, Anarchisme et sexualité en Espagne jusqu’en 1939, Cahiers de civilisation espagnole contemporaine, 2|2015, lire en ligne, DOI 10.4000/ccec.5591
- Brigitte Boucheron, Introduction à une histoire du mouvement lesbien en France, contribution au Colloque Visibilité/invisibilité des lesbiennes, Coordination lesbienne en France (CLF), Paris, 19 mai 2007, [lire en ligne]

## Document vidéo
- Juan Gamero, Vivir la utopía (Vivre l'utopie), 96 min, TV Catalunya, 1997, voir en ligne